# 桜花 (航空機)
桜花（おうか、旧字体：櫻花󠄁）は、日本海軍が大東亜戦争中に開発した特殊滑空機。特攻兵器として開発され、実戦に投入された。

日本軍の想定航続距離37km（約7,000ｍ投下時）

## 特徴

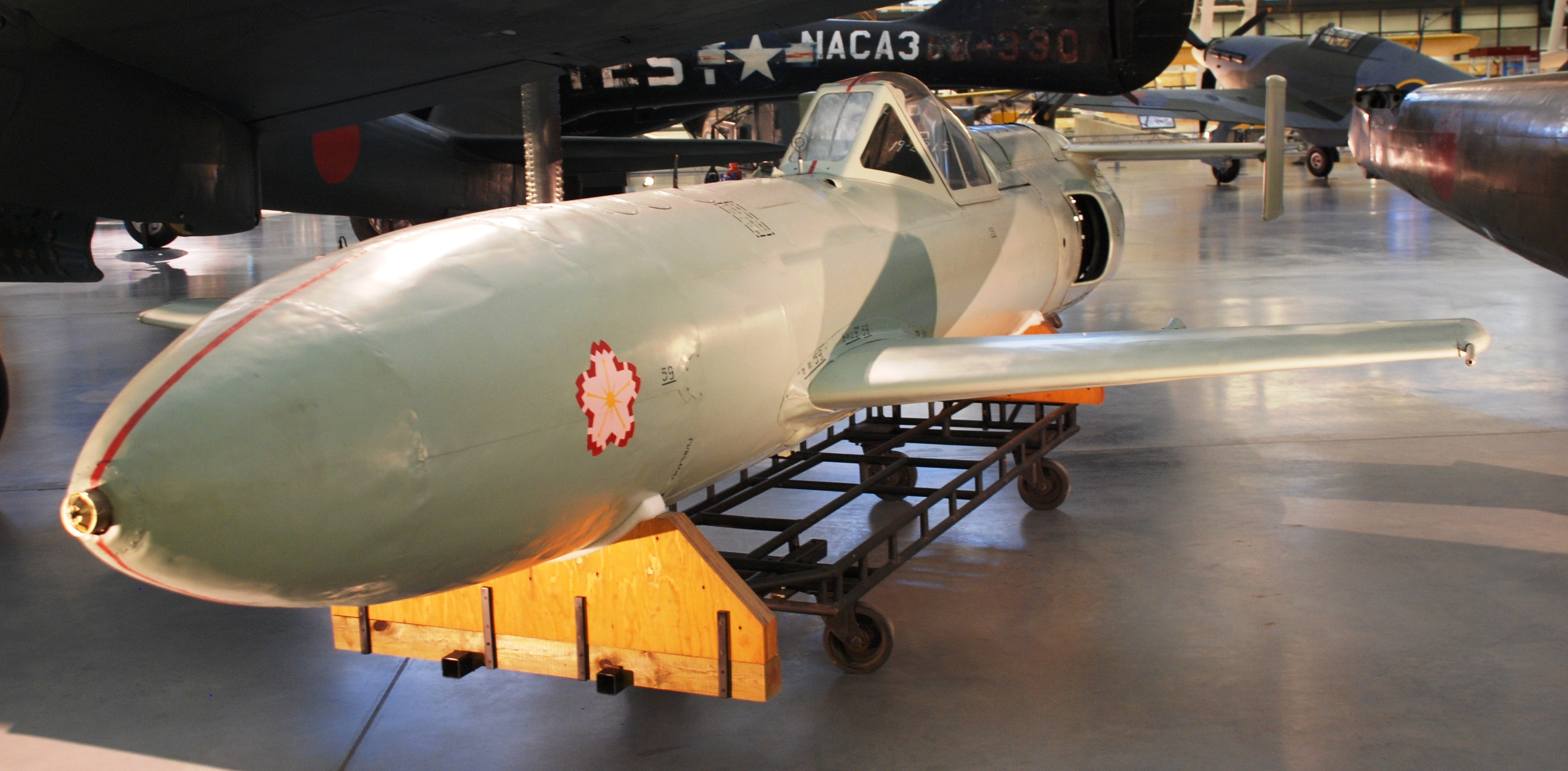
スミソニアン博物館ウドバー・ヘイジー・センターに展示される桜花二二型

「桜花」は機首部に大型の徹甲爆弾を搭載した小型の航空特攻兵器で、母機（基本的には一式陸上攻撃機を母機としていた。）　に吊るされて目標付近で分離し発射される。その後は搭乗員が誘導して目標に体当たりさせる。一一型では母機からの切り離し後に固体燃料ロケットを作動させて加速、ロケットの停止後は加速の勢いで滑空して敵の防空網を突破、敵艦に体当たりを行うよう設計されていたが、航続距離が短く母機を目標に接近させなくてはならないため犠牲が大きく、二二型以降ではモータージェットでの巡航に設計が変更されている。日本海軍では本土決戦への有力な兵器と見なし、陸上基地からカタパルトで発進させることができる四三乙型などの大量配備を図ろうとしていた。
秘匿のため航空機に自然名を付けるという発想から航空本部伊東裕満中佐によって「桜花」と命名された。初戦果を報じた1945年5月28日の新聞では、ロケット機「神雷」と呼称された。開発段階では発案者の名前を取り大⃝（マルダイ）部品」(○の中に「大」の文字)とも呼ばれた。連合国側からは、自殺（攻撃）を行う「愚か者」の機体との意味合いで、日本語の「馬鹿」にちなんだBaka Bomb（単にBakaとも）というコードネームで呼ばれていた。
終戦までに一一型が製造され755機生産された。桜花で55名が特攻して戦死した。専門に開発され実用化された航空特攻兵器としては世界唯一の存在と言われる。
桜花を搭載した一式陸上攻撃機（一式陸攻）は桜花の重量により速度が低速となり運動性も大きく損なわれる為、第1回目の桜花攻撃では、アメリカ艦隊の遥か手前で、アメリカ軍戦闘機に母機の一式陸攻が全滅させられ、桜花を射出することもできなかった。その後、沖縄にて桜花を鹵獲し徹底して調査したアメリカ軍は、桜花が射出されるとその高速の為に迎撃が困難であると分析し大きな脅威と認識した為、射出前の母機となる航空機を最優先攻撃目標として攻撃するように全軍に徹底した。その為、母機の一式陸攻の多くが撃墜され未帰還率が高くなった。アメリカ軍の警戒が厳重な中で、桜花は射程が限られており、母機が十分な護衛機無しで投下地点となる目標の近距離まで到達する必要がある為に、多数のアメリカの迎撃戦闘機を鈍重な爆撃機で突破しなければならない状況では、桜花を使用した攻撃が成功する確率は低かった。その為、桜花母機が最初に接触する敵機動部隊の外周に配置されたピケットラインの駆逐艦に対し攻撃するケースが多くなり、戦果は駆逐艦に集中する事となった。

## 歴史

### 開発まで
桜花の着想は、航空偵察員大田正一海軍特務少尉が、日本陸軍が母機（爆撃機）から投下する遠隔操作・無線誘導・ロケット推進の対艦ミサイル（対艦誘導弾）である（イ号一型甲無線誘導弾・イ号一型乙無線誘導弾）を開発中との情報を得て、イ号一型甲製作担当の三菱名古屋発動機製作所から設計の概要を聞きだし、誘導装置の精度が悪く実用化にはほど遠いと知り、誘導装置を人間におきかえるのが一発必中を実現する早道だと確信して、大田が東大に足を運んだところから軌道に乗る。しかしながら、三菱開発のイ号一型甲はジャイロ安定装置と遠隔操作用無線機器の不具合により計画破棄されたものの、並行して開発が進められていた川崎開発のイ号一型乙は結果的に実用化の域に達しており、空襲の影響から実戦投入は出来なかったものの終戦までに150機が量産されていた。またさらに陸軍では対艦誘導爆弾として、赤外線自動追尾式のケ号自動吸着弾（ケ号爆弾）や、音響自動追尾式のイ号一型丙自動追尾誘導弾も並行して開発を行っている。当然ながら、陸軍が組織的に開発していたこれら四種の対艦兵器は機械を誘導装置とする先進的な無人誘導兵器であり、人間を誘導装置とする海軍の有人対艦兵器たる桜花とは全く異なる物である。
この大田の相談に乗ったのが東大航空研究所の小川太一郎教授だった。実験に協力した谷一郎東大教授によれば「昭和十九年夏、東大航研で小川教授から新しい依頼があった。小川さんは広い見識と温かい包容によって声望が高く、外部から持ち込まれる相談の窓口の役割を余儀なくされていた。その僅か前に、大田正一海軍少尉が火薬ロケット推進の特攻機の着想を持参し、海軍上層部を動かすための基礎資料の作成を依頼していたのである。私に求められたのは、木村秀政助教授の描いた三面図を基に、風洞実験の助けを借りて、空気力学的特性を推定することであった。仕事自体はさほど困難ではないが、特攻機が母機を離れた後は、生還の可能性の全くないことを知って私はたじろいだ。」という。
1944年（昭和19年）5月第一〇八一海軍航空隊が開隊。直後に十一航艦司令部より大田が転勤してくる。大田は司令の菅原英雄中佐に対して桜花の構想を明かす。菅原司令は、任務外の新兵器開発に奔走する大田を黙認して、航空技術廠長和田操中将に電話で技術上の検討を依頼。5月、6月ごろ菅原の推薦によって、大田は和田に桜花を提案した。航空技術廠三木忠直技術少佐の戦後証言によれば、和田はもう決めた様子で、大田は「自分が乗っていく」と言うため、研究に協力したという。
もっとも、三木忠直技術少佐は戦中のインタビューでは、「ドイツのV一号に呼応してわがロケット兵器の研究もまた全力をあげて行われていた。しかしV一号の目標は地上の間であるが、わが目標は空母、戦艦、輸送船の海上の点である。目標に対して一発必中の成果を上げるためにはV一号のごとく無人機では到底不可能である。どうしても人力を借りねばならない。だが、人の力を借りれば必中と同時に必死である。ここに悩みがあった。この悩みを解決したのが大田正一中尉(当時少尉)である。『V一号に人間が乗ってゆくことだ。まず自分が乗ってゆく』と、烈々の至情を吐露して肉弾ロケット機『神雷』（桜花）を各方面に説き回った。」と語っている。
和田から話を聞かされた三木忠直技術少佐、山名正夫技術中佐が研究に協力した。空技廠は、風洞実験装置が有り、民間飛行工場の指導も行い、出入りのある愛知航空機にも桜花研究の協力を要請している。
和田は航空本部二課長伊東祐満中佐へこれを進達した。和田から連絡を受けた伊東は説明を聞き、大田は「私が乗っていきます」と言った。伊東の感想は「これは部外で相当に研究されたものらしい」というものだった。また、伊東は「私は、大田氏が操縦者であるなしを質さなかった。大田氏自身が操縦者であり、己が真っ先に乗る立場に立ちうる者でなくして、必死兵器を進言できるはずがないと思い込んでいたからである。誠に迂濶千万であった。私は操縦者の意思の代表として、彼の発案の実現促進に努力する腹を決めた」という。
1944年6月20日前後、筑波海軍航空隊で、司令中野忠二郎大佐が海兵出身の戦闘機教官7、8名を士官室に集めて戦局の悪化を明らかにし、「一度出撃すれば生還し難いが、成功すれば戦艦でも空母でも撃沈確実の新兵器のことで生還可能性が絶無である以上、上官からの命令はできないので搭乗員の意見を聞くことになった」という趣旨の説明があり、志願者が2名以上あれば兵器として採用すると断って志願を募った。林富士夫中尉、牧幸男大尉らが志願している。
マリアナ沖海戦敗北後の1944年6月19日、三四一空司令岡村基春大佐は第二航空艦隊司令長官福留繁中将と参謀長杉本丑衛大佐に「戦勢今日に至っては、戦局を打開する方策は飛行機の体当たり以外にはないと信ずる。体当たり志願者は、兵学校出身者でも学徒出身者でも飛行予科練習生出身者でも、いくらでもいる。隊長は自分がやる。300機を与えられれば、必ず戦勢を転換させてみせる」と意見具申した。数日後、福留は上京して、岡村の上申を軍令部次長伊藤整一中将に伝えるとともに中央における研究を進言した。伊藤は総長への本件報告と中央における研究を約束したが、まだ体当たり攻撃を命ずる時期ではないという考えを述べた。
また、6月27日岡村は二五二空司令舟木忠夫とともに軍需省航空兵器総局総務局長大西瀧治郎中将に対しても、航空特攻部隊の構想を話し、特攻に適した飛行機の開発を要望した。桑原虎雄中将によれば「大西君は岡村大佐らの建策を支持し、嶋田軍令部総長に、ぜひとも採用しなさいと進言しておった。が、軍令部はなかなか採用しなかった」という。
8月初旬、大田は東京帝国大学航空研究所、三菱名古屋発動機製作所の協力で案をさらに練り改めて航空本部に提出する。私案には木村秀政東大講師による風洞実験用木型の設計図と谷一郎東大教授担当の風洞実験データがついていた。推進装置は三菱開発の呂号薬が採用されていた。その出来に伊東中佐も驚いたという。
伊東祐満中佐は航空本部一課長高橋千隼大佐の助言で、この案を軍令部作戦課航空部員源田実中佐のもとへ署名とともに持ち込んで採用を促した。署名とは、大田が一〇八一空で下士官、兵のパイロット数十名を集めて「今の戦局を挽回するには一機で一艦を確実に葬るしかないと考え、それには母機から発進してロケット進推進で敵艦に体当たりする飛行爆弾のような有人の小型機しかないのではないかとの考えに至った。これを上申すべく東京に一番近い部隊に転勤を希望し、軍令部に日参しておったのである。軍令部ではそのようなものを作っても乗る搭乗員がいないと相手にしてもらえない。そこで賛成する搭乗員がいることを証明したいので、貴様たちの名前を貸してほしい」との趣旨の話を持ちかけ、質疑をする内に賛同者が徐々に増え、それを見た大田は取りまとめを堀江良二一飛曹に託したものである。堀江によれば、偵察員だから搭乗することもないと軽い気持ちで最初に署名して回すと、みな快く署名し、中には血判を推すものまでいたという。源田によれば「マリアナ沖海戦後、前線の若手士官、下士官から覚悟があるので体当たり機の使用を始めさせてほしいと上申があったが、軍令部は十分に効果がある爆弾の開発があるまで待ってほしいと押さえていた。桜花も同じ時期に軍令部への説得、働きかけがあった」という。本兵器の利点としては、炸薬量が多いのが魅力だったと戦後話している。1944年8月5日軍令部会議において源田は桜花案の報告を行い、軍令部二部長黒島亀人少将、軍令部総長及川古志郎大将がその研究試作を承認した。

### 試作段階

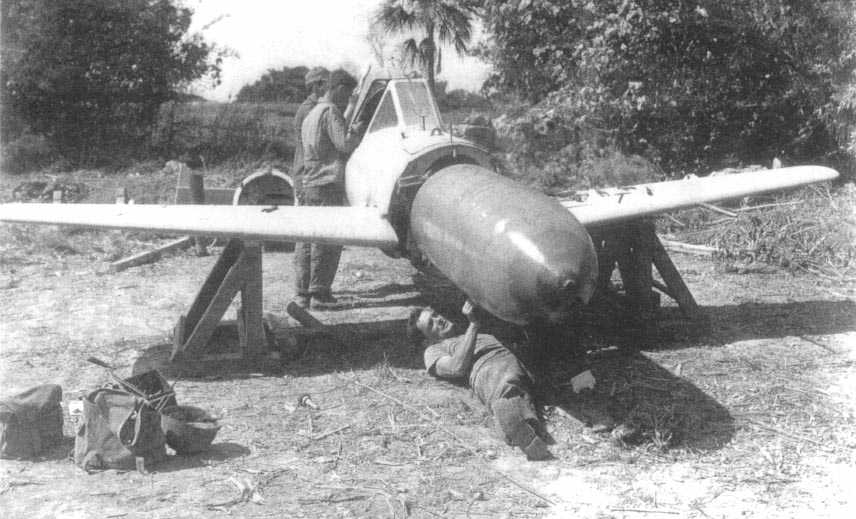
機体に対して桜花の弾頭が如何に大きかったかがわかる

軍令部と協議した航空本部は、1944年（昭和19年）8月16日発案者大田の名前から「大⃝（マルダイ）部品」と名付けて研究試作を下命、航空技術廠に任務を課した。空技廠で試作番号「MXY7」とされた「K1」の試作が開始。空技廠の主担当者は三木忠直技術少佐となった。設計には、山名正夫技術中佐、服部六郎技術少佐等も参加した。
主翼と艤装を担当した長束巖技術少佐（空技廠飛行機部第二工場主任）は自動操縦装置を搭載して搭乗員が脱出する方法を探ったが、賛同者は無かった。
航空本部から提出された「試作計画要求書」
1. 頭部の爆弾は全備重量の約80パーセント。
2. 爆弾は徹甲弾とし信管に100パーセントの信頼性を持たせる。
3. 極力高速とする。
4. 航続距離は片道航行に多少の余裕を持たせること。
5. 目標を照準するに足る程度の安定性、操縦性を持たせること。
6. 極力小型として組み立て、分解が容易く狭隘な地下壕等にも多数格納しうるようにする。
7. 構成材料には貴重な軽合金を排し、比較的入手容易な木材等を用いること。

三木は約2週間で図面を完成させた。チームは航空本部の要求通り全体を木製にし、翼はベニヤ板にした(ただし実験機K1型は胴体と尾部が軽合金)。計算で550ノット(1000キロ)までは空中分解しないようにした（安全範囲であり、550ノットの速度が出るわけではない）。操縦席には速度計、高度計、前後傾斜計の三つ。操縦桿には火薬ロケットの起動ボタン、これを運ぶ母機の一式陸攻との連絡用の伝声管と簡易通信機を取り付けるだけでよかった。母機の一式陸攻につり下げるには操縦席の前方上方に輪型の金具で母機のフックに引っ掛け、投下する場合はフックに付けた爆管を機上から爆発させて外すようにした。設計は一週間ほどでできた。ジェット推進機は実用段階にはなく、どうにか使えるのは火薬式のものだが、燃焼時間はわずかに9秒で、自走力をつけるには程遠く、自然落下速度を加速する程度に過ぎなかった。それでも火薬ロケット担当の千葉宗三郎技術中佐の協力で、推力八百キロのものを三基後部に付け、推力四百キロのものを主翼の下に左右一本ずつ装備した。ただしこの両翼のロケットは滑空テストをした結果おもわしくなく、すぐに取り除かれることになった。試作1号機は1か月ほどかけて9月ごろに完成させた。
当初の基礎設計案より実機の主な変更点として以下が挙げられる
- 垂直尾翼を当初の1枚から安定性確保及び母機への搭載を容易にするため、双尾翼にした。
- 弾頭重量の機体重量に占める割合が、設計案では80%であったが無理だったため爆薬の重量を56%に減らした。これには固体ロケットの重量が3本で500kgに及んだことも影響している。なお、桜花の爆弾とロケットを除いた部分の重量は450kg程度である。
- 大田案では、動力に秋水と同じ特呂二号薬液ロケット・エンジンが予定されていたが、開発途上で性能も不安定であったため、火薬ロケットに変更された。
- 強度上・重量配分上どうしても尾部と垂直尾翼部にはジュラルミンを使わなければならなかったため完全な鋼・木混合ではなくなった。
- 不発を防ぐため、突入時に弾頭が確実に起爆するように信管を弾頭に1つ弾底に4つ装備していた。

KIは45機生産された。後に実用のため量産された一一型はK1より全長が4ミリ短く、全幅は12センチ短くなった。いづれにしても爆弾に翼面荷重の大きい翼を付けたようなものであった。
1944年8月18日、定例会報（軍令部）で二部長黒島亀人少将から「10月末までに桜花200機生産」が要望された。また航空本部長塚原二四三中将から100機の言明があったことも伝えられた。
1944年8月28日、軍令部の会議で以下の現状報告が行われた。
1. 十月末までに実用機200基の製作を目標としている。九月中にダミー機九基、実用機単座一基、複座二基、練習機五基を製作する。
2. 桜花は翼長5m、長さ6.7m、高さ1.73m、重さ2.053トン、炸薬500〜540キロである。火薬推進ロケットを五本有し、一本九秒間使用できる。最終速力は6000mの高度で500ノット。航続距離は高度6000mから降下する場合6万m、高度4000mの場合には4万mとなる。
3. 桜花の用法上は、実用距離を3万m（航統距離6万mの場合）から2〜2.5万m（航統距離4万mの場合）とする必要がある。
4. 搭乗員の養成は9月末90名、10月末300名を予定。
5. 充当兵力は中攻100〜200機を考慮する。ただし訓練期間は23〜30機でよい。いずれにせよ捷号作戦には間に合わない。充当兵力は1.捷号作戦以外の兵力、2.捷号作戦で残った兵力、3.練習中のものから充当する。

8月中旬から各航空隊で桜花の搭乗員募集が始まった。海軍省人事局長と教育部長による連名で、後顧の憂いの無いものから募集するという方針が出された。編成準備委員長は岡村基春となった。桜花の搭乗員は志願者の中から練度の高いパイロットが選ばれた。飛行時間1000時間前後のパイロットが中心に集められ、予備士官でも300時間以上はあった。堂本吉春（桜花要員）は、桜花を見た時の感想として「『これがわしの棺桶か』と思いましたね。どうせやるなら半年前にやってほしかった、とそんな気持ちでした。そのくせ『いい飛行機だなあ』と思ったことも事実でした。あの時代ですからね。死ぬのは仕方ないとみんな思っていたのではないですか」と話している。湯野川守正（桜花要員）によれば、桜花は投下後は250ノットの高速だが、操縦しやすく自由自在で、零戦のようなエンジン機では急降下で機首が浮くが桜花はそういったこともなかったという。艦上攻撃機の搭乗員より桜花要員を志願した鈴木英男大尉の印象は「爆弾に翼をつけたようなものでこれが飛行機か？と思ったが、今まで乗ってきた艦攻も魚雷に翼がついたようなものだから、そう驚きはなかった。戦闘機に乗っていた連中はぎょっとしたのでは？」と艦攻との比較でさほどの驚きを感じなかったと述べている。
軍は桜花の操縦が難しいと考え、桜花要員には上記の様に練度が高い搭乗員を集めたが、実際に操縦してみると多くの桜花要員が操縦性は非常に良かったという印象で、高度な操縦技術がなくても十分に操縦できると言う事が判り、後期には九三式中間練習機しか搭乗経験がないような搭乗員も桜花訓練を受けるようになっている。
桜花 (K1) の訓練は各人一回だけでそれを終えると技量Aになった。保田基一（桜花要員）によれば、事前に零戦で降下スピード感覚に慣れるための降下訓練を行うという。エンジンを徐々に絞ると飛行機が沈むが、できるだけエンジンを低回転にして着陸する。最後にはデッドスローで着陸を行うという。堂本吉春（桜花要員）によれば、桜花の訓練は一式陸攻に吊られた桜花を鹿島灘上空から落としてもらい、神ノ池基地の滑走路に着陸するが、桜花にも浮力があり母機から離れないので懸吊装置を爆薬で切って落とすような仕掛けになっており、切り離された瞬間、振動も音もなく奇妙な感触で、200、300メートル沈む、着陸コースに入ったらフラップを下して機首を上げ、100ノット（180キロ）くらいのスピードに調整して着陸する、その間2、3分の滞空だという。桜花を切り離す際は母機から電信符号セ「ト・ツー・ツー・ツー・ト（・－－－・）」が送信され、桜花要員が桜花に搭乗完了し「用意よろし」と言い電信符号ラタを送信すると、母機についている赤いランプが「ト・ト・ト・ツー・ト（・・・－・）」と点滅し桜花要員に切り離しの信号を送った後に、切り離されるという手順だった。この切り離しの信号は誰ともなしに「おわりマーク」と名付けられていた。
また、この電信符号ラタは現在に至るまで変わらずに和文電信の送信終了符号として使われている。
桜花の滑空訓練で、刈谷勉分隊長ら2名の死者が出ている。
1944年（昭和19年）8月下旬、航空本部の伊東裕満中佐が「桜花」と命名した。1944年9月5日作戦研究で軍令部作戦課は、桜花の現状について「順調に進捗せば十二月頃約100組程度作戦可能となるべし、但し未だ実験中に属し予備兵力として期待するは危険なり」と考えていた。

### 神雷部隊
1944年10月1日第七二一海軍航空隊（神雷部隊）を編成、司令は航空特攻開始の進言をしていた岡村が任命された。この時点では特攻部隊ではなく、編成は普通の航空隊新設と同様の手続きで行われている。軍令部では土肥一夫が編成を担当して軍令部第一部長中澤佑少将から了承を取った。岡村は桜花を搭載する一式陸上攻撃機隊の指揮官として、危険度が高い任務を遂行できるだけの多くの修羅場をくぐった人材が必要と考え海軍省人事局に相談したところ、航空雷撃のスペシャリストで、任侠のような立ち振る舞いを好み、部下統率力に優れて自分の陸攻隊を「野中一家」と呼ばせるほどにまとめ上げていた野中五郎少佐に白羽の矢が立った。
1944年10月23日、空技廠は相模灘において桜花ダミー機の母機からの離脱実験に成功。10月27日中沢祐軍令部1部長が省部会議でT部隊と七二一空を主として本土迎撃にあたる方針を説明。1944年10月31日、桜花一一型単座練習機 (K1) 長野飛曹によって実用試験成功。11月1日航空本部で「大⃝兵器に関する部隊要望事項」が処理された。機材手当、隊員数（定員1.7倍）、七二一空に対し優先的万事取り計らうように通達可決された。1944年11月20日、空技廠は桜花の投下、頭部爆発試験成功。1944年11月29日、大和型戦艦改造空母「信濃」は桜花50機を搭載して横須賀から呉へと回航中、米潜水艦「アーチャーフィッシュ」に雷撃され、「信濃」もろとも潮岬沖で沈んだ。護衛駆逐艦3隻（雪風、浜風、磯風）によれば、弾頭や燃料未搭載の桜花が海面に浮かんだため、乗組員達の浮き輪がわりになって人命救助に役立った。1944年12月13日、空技廠が桜花打ち合わせ会議で実験結果を提示。
1944年12月5日第七二一海軍航空隊と第七六一海軍航空隊を第一機動基地航空部隊と呼称。12月10日連合艦隊司令部は12月20日に桜花を台湾に集め、1945年1月10日以降レイテに参加させると計画する。12月19日、駆逐艦3隻（時雨、樅、檜）に護衛された空母「雲龍」でフィリピンへ移動中の桜花30機が、米潜水艦「レッドフィッシュ」に雷撃され「雲龍」が沈没したことで全海没。そこで桜花58機を搭載した空母「龍鳳」の目的地はルソンから台湾へ変更になった。
12月20日、連合艦隊直属の十一航空戦隊が七二一空と七六二空で編成された。12月23日連合艦隊参謀長草鹿龍之介少将が第一連合基地航空隊との打ち合わせ会議で、神雷部隊と比島の戦闘機による合同レイテ攻撃を討議する。12月31日、「龍鳳」は駆逐艦3隻（時雨、浜風、磯風）及びヒ87船団と共に日本を出港。1月7日、「龍鳳」は台湾の基隆市に到着して桜花を揚陸した。
1945年1月、野中は「おれは桜花作戦を司令部に断念させたい。もちろん自分は必死攻撃を恐れるものではないが、攻撃機を敵まで到達させることができないことが明瞭な戦法を肯定するのは嫌だ」「司令部では桜花を投下したら陸攻は速やかに帰り、再び出撃せよ、と言っているが、今日まで起居をともにした部下が肉弾となって敵艦に突入するのを見ながら自分たちだけが帰れると思うか」「そんなことは出来ない、桜花投下と同時に自分も目標に体当たりする」と八木田喜好大尉に話している。整備分隊長の大島長生大尉によれば、野中五郎少佐は「こんな軽業みたいなもの兵器じゃねえ」と言って航空本部の担当者に食ってかかっていたという。ただし軍令部は、たとえ「使い難い槍」であっても、十分な援護戦闘機さえつければ、1,200㎏もの徹甲弾が必殺の槍になると考えていた。司令の岡村も野中らの不安に対して、「桜花攻撃には、日本中の戦闘機をかき集めて陸攻隊の援護にあたることになっている。軍令部の約束でな」と話して不安を解消するよう説いた。岡村の説明を聞いた野中は「そいつは、めでたい。そうとくりゃまかせておけだ」と安心して、ゲオルク・フリードリヒ・ヘンデルの「見よ、勇者は帰る」の一節にあわせて自作した出陣歌を部下の前で披露している。
実際に岡村の意を受けた飛行長岩城邦広少佐が桜花攻撃の戦術の検討を行ったが、一式陸攻実機による実験で、桜花を搭載したさいの性能低下が風洞試験での予測をさらに上回り、航続距離は30％減、巡航速度は170ノットで約10％減と判明し、桜花攻撃のアキレス腱が明らかになった。よっぽど強力な援護戦闘機をつける必要ありと判断した岩城は、横須賀海軍航空隊の関係者と援護の方法とその必要機数についての検討を行った。援護の方法としては、援護戦闘機を間接援護と直接援護の2隊に分け、間接援護機は陸攻隊の近くに位置して敵機を極力排除、直接援護機はさらに陸攻隊に密着し、間接援護機を掻い潜ってきた敵機に攻撃を加えてこれを撃退するという二段構えの援護が考えられた。そして必要最低の機数は、直接援護機、間接援護機ともに援護する陸攻隊の2倍ずつ、従って戦闘機合計は陸攻隊の4倍は必要であるとはじきだされた。陸攻隊の出撃機数を通常の2個中隊18機とすれば、必要な戦闘機の数は72機となる。岩城は軍令部の源田を訪ねて、援護戦闘機72機以上の常時確保を強く要請したところ、源田は、優先的に手配すると確約し、約束通り、援護戦闘機隊の戦闘306飛行隊と戦闘307飛行隊が編成されて711空に配属されている。
1945年1月25日 - 30日、11航空戦隊総合訓練研究会があり、2月1日、連合艦隊参謀長草鹿龍之介少将が11航空戦隊を正規作戦に使用することを希望。連合艦隊参謀神重徳大佐ももう一度総合訓練の後に正規で使いたいと要望したが、再び総合訓練は行われなかった。2月10日、第五航空艦隊編制。十一航空戦隊が編入され、五航艦直属になる。この編制によって神雷部隊は正式に特攻部隊となった。
なお神雷部隊の生き残りである長濱敏行によれば、投下母機の副操縦員は桜花の投下ボタンを押す立場であると同時に、敵戦闘機の攻撃等で桜花の操縦員が死傷した場合には、代わりに桜花に乗り込んで敵艦に突入する役割も担っていたという。

#### 九州沖航空戦

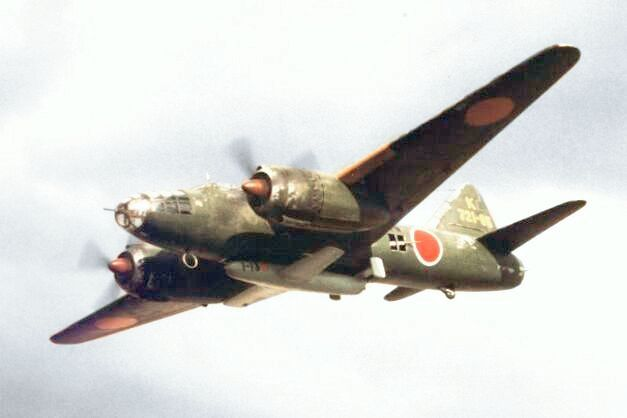
一式陸攻に搭載された桜花

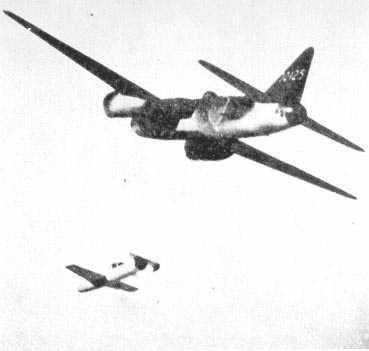
一式陸攻から切り離される桜花

1945年3月17日、米内光政海軍大臣の内令兵第八号をもって、正式に兵器として採用され桜花一一型となった。。
桜花の初陣は、1945年3月九州沖航空戦であった。3月21日までに、通常攻撃と特攻により、第58任務部隊にかなりの損害を与えていると判断していた第5航空艦隊は、偵察機が発見した機動部隊に直掩機が見られなかった事より、損傷艦と誤認しトドメをさす好機到来と判断し、桜花部隊の出動を決めた。
しかし、3月18日には164機もあった五航艦の戦闘機も、3日に渡る九州沖航空戦の激戦で損失や損傷や故障が相次ぎ、桜花部隊の護衛の戦闘機は神雷部隊で32機、二〇三空からの応援が23機で合計55機しか準備できなかった。それを知った神雷部隊司令岡村基春大佐は、援護の戦闘機が少ないことと目標が遠距離であることから中止を五航艦司令部に上申した。五航艦長官宇垣纏中将は「今の状況で使わなければ使うときがないよ」と言って断行した。当時得られた情報では計画通りの目標であったためである。
桜花出撃中止を宇垣中将に上申したのは岡村大佐ではなく、五航艦参謀長横井俊之大佐であったという証言もある。横井大佐は第1航空戦隊参謀や横浜海軍航空隊司令などを歴任した海軍航空の専門家で、マリアナ沖海戦では空母飛鷹艦長として参加し、アメリカ軍の防空能力を熟知していた。出撃の命令が出た後に、横井参謀長より護衛機が55機と聞かされた岡村司令が「参謀長、もっと戦闘機を出せませんか？」と食って掛かると、作戦の困難さを十分理解していた横井参謀長は「岡村大佐が55機で不安であれば、出撃を中止せざるを得ないと思われます。」と宇垣中将に出撃中止を進言したが、宇垣中将は岡村大佐の肩に手を置くと、諭すように一語一句ゆっくりとした口調で「この状況下で、もしも、使えないものならば、桜花は使う時がない、と思うが、どうかね」と言い、岡村大佐は「ハッ、やります」と決然と云って挙手をすると、サッと作戦室を後にしたという。
岡村大佐はこの出撃を待ち受けてる悲惨な状況に、危険性が高い任務には指揮官が先頭に立たねばならないと考え、野中五郎少佐に「今日は俺が行く」と言ったが、野中少佐は「お断りします。司令、そんなに私が信用できませんか！今日だけはいくら司令のお言葉でも、ごめんこうむります」と言葉を荒らげて拒否している。野中少佐の人柄より、一度言った事は絶対に撤回しないと岡村大佐は熟知していた為、そのまま出撃は野中少佐に譲ったが、後年に、この時を回顧する度に岡村大佐の目は涙でいっぱいだったという。

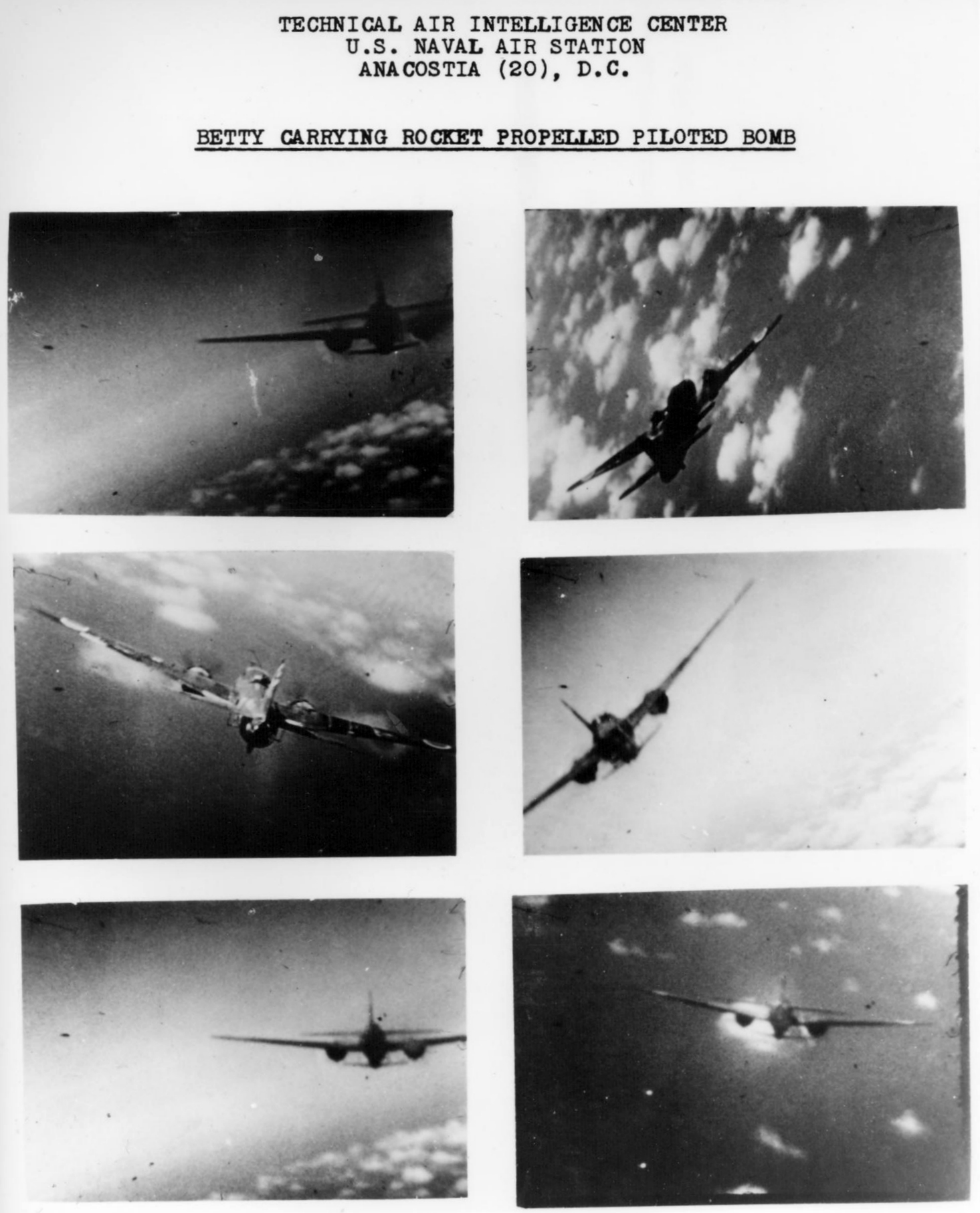
アメリカ軍戦闘機のガンカメラで撮影された、神雷桜花部隊野中隊の一式陸攻

その後、野中少佐は飛行場の陸攻指揮所に行く途中、飛行長岩城邦広少佐に「ろくに戦闘機の無い状況ではまず成功しない。特攻なんてぶっ潰してくれ。これは湊川の戦いだよ」と言った。
一方で、自ら「野中一家」と名乗り見事に統率してきた隊員らに対して「野郎ども集まれ」と呼集をかけると「ただいまより敵機動部隊撃滅に向かう（中略）ただいま以降、攻撃開始までは無線中止とする。どんな弱い電波も出しちゃならねえ。（中略）待ちに待った時がきたのである。日頃鍛えに鍛えた訓練の成果を示す時が来たのである。戦わんかな最後の血の一滴まで国に捧げる時が来たのである。諸士の健闘を望む。」と普段のべらんめえ口調を交えながら訓示を行って士気を鼓舞している。「野中一家」の通例であった勇壮な陣太鼓が打ち鳴らされる中で、部下の若い搭乗員らも野中少佐の意気に応えるように、出撃時には「行って来まアす」と大声を出し、遠足に出ていく子供の様に笑顔で手を大きく振りながら出撃して行ったと、当時報道班員として神雷部隊の取材をしていた作家山岡荘八が述べている。
1945年3月21日、神雷部隊は第一回神雷桜花特別攻撃隊（第一神風桜花特別攻撃隊神雷部隊）を編成、沖縄を攻撃中の米機動部隊に向けて出撃させた。
出撃から30分も経たない内に、23機の護衛戦闘機が故障等により帰還、野中隊に随伴してる戦闘機は神雷部隊の306飛行隊と307飛行隊の直援戦闘機19機と、岡嶋清熊少佐率いる二〇三空戦闘303飛行隊の間接援護機11機の合計30機になってしまった。護衛戦闘機の離脱が相次いでる事、また、その後の索敵で、先に発見していた目標の機動部隊は3群に分れていた内の1群であり、3群合計で7隻以上の空母を発見、当初の見込みよりも遥かに戦力が大きい事も判明し、一部の参謀から野中隊へ帰還命令を発するよう宇垣中将に進言があったが、宇垣中将は「神雷部隊は今や敵の目前に迫っている。すでに必殺必死を誓っている若い連中を呼び戻すに忍びない」と言ってこれを聞き入れなかった。
宇垣中将が本日の出撃にここまで拘った理由として、陣中日記「戦藻録」の記述によれば「18日来特攻兵力の使用の機を窺い続け、（中略）今にして機会を逃せば再び梓隊の遠征を余儀なくされ、しかも成功の算大ならず、如かず今神雷攻撃を行うにはと決意し、待機中の桜花隊に決行を命ず。」としており、先の3月11日に銀河24機にてアメリカ海軍前線基地ウルシー環礁への特攻攻撃を行い、1機しか命中できなかった神風特攻梓隊を例に出し、ここでアメリカ軍機動部隊の後退を見逃せば、成功率が低いウルシーへの再度の攻撃を余儀なくされると判断したためとしている。野中隊は南下する途中で「敵発見」の打電をした偵察機彩雲と高度差200ｍですれ違ったが、彩雲の偵察員馬渡武男兵曹は野中隊に「しっかりやってくれ」と祈る気持ちで手を振っている。
しかし、野中隊は進撃中に敵艦隊にレーダーで捕捉されてしまい、正規空母ホーネットと軽空母ベローウッドの迎撃戦闘機が野中隊を邀撃した。
ベローウッドの戦闘報告書によれば、スクランブル発進したベロー・ウッドの戦闘機隊VF-30のF6Fヘルキャット8機が、陸攻隊が高度13,000フィート、直掩の戦闘機10数機が14,000フィート、更に高高度援護の戦闘機10数機が16,000フィートの三層で飛行しているのを発見し、18,000フィートまで高度を上げ、攻撃のため急降下した。
最初に攻撃されたのは神雷部隊306飛行隊と307飛行隊の直援戦闘機隊であり、この時点では直掩の零戦の機数が多かったが、この日に306飛行隊として出撃していた野口剛によれば、アメリカ軍の戦闘機隊から後方上空より不意に攻撃を仕掛けられ、次々と直掩の零戦が撃墜されていったとの事で、不利な状況で機数の優位性を発揮できなかった。
VF-30は援護の零戦を蹴散らすと陸攻隊に攻撃をしかけ、陸攻隊はチャフを散布しながら退避行動を取った所、初弾を逃れた高高度援護の岡嶋ら戦闘303が、陸攻隊を追撃していたVF-30の飛行隊長D.A.クラーク少佐と列機のJ.G.ミラー少尉の2機に太陽を背にして攻撃してきた。たちまちクラークら2機のF6Fと戦闘303の11機の零戦の空戦となったが、わずか2機のF6Fに戦闘303は手間取り足止めされて、他のベローウッドのF6Fが陸攻隊を攻撃するのを止めることができなかった。戦闘303でこの日出撃した安部正治によれば、左前方から回り込んできたF6Fを迎撃するため隊長の岡嶋らと増槽を切り離した直後に左上方からほかのF6F隊に攻撃されたとのことで、レーダー管制により二段構えで待ち構えられていたと感じたという。その後は乱戦となり、岡嶋らとはぐれた安部は一団で飛行していた戦闘303の零戦に次々と命中弾を与えていたF6Fに襲い掛かり、20mm機銃と13mm機銃を浴びせて風防と左尾翼が吹っ飛んで墜落していくのを確認した。
VF-30のクラーク少佐が機数では無勢ながら直掩の零戦を引き付け分断している間に、ホーネットの戦闘機隊VF-17と戦闘爆撃機隊VBF-17のF6F 8機が到着した。最初の一撃で大きな損害を被っていた神雷部隊の直掩戦闘機隊は常々「腕で神雷（桜花）を守れなかったら、身をもって護れ」と叩きこまれ、出撃時にも再度徹底されていたので引き続き陸攻隊を護衛していたが、ホーネット隊の到着を見て要撃のために散開してしまい、クラークらが二〇三空を足止めしている間に追撃していたVF-30のベレンド小隊の攻撃に対して陸攻隊は全くの無防備となってしまった。
零戦の援護がいなくなったのを認識した野中が作戦中止を命じたのか、陸攻隊は編隊を組んだまま急降下しつつ180°旋回し全速力で退避を始めた。一度は陸攻隊のもとを離れた神雷部隊の零戦隊もそれに続いたが、桜花を搭載して速度が著しく低下し回避もままならない陸攻隊はベレンド小隊とホーネット隊の攻撃で次々と被弾し、これまで大事に抱えてきた桜花を投棄して回避しようとしたが果たせず15分の空戦で全滅した。
一方、ホーネットの戦闘報告書はベローウッドとは少し異なっており、ホーネットの戦闘機隊VF-17と戦闘爆撃機隊VBF-17の混成隊F6Fヘルキャット 8機は16,000〜18,000フィートを飛行する日本軍機に対し、事前に20,000フィート前後の有利な空域で待ち構え、急降下で陸攻を次々と攻撃、陸攻はなすすべなく次々と撃墜されていった。その後、陸攻隊は7,000〜8,000フィートまで高度を下げると、180°旋回して離脱を図ろうとしたが、その際もVF-17とVBF-17の攻撃が止む事はなかった。これまでにパーリス大尉が協同撃墜も含めて11機、ウィンフィールド中尉が5機、ミッチェル中尉が4機、ジョンソン中尉が3機の陸攻を撃墜したと主張している。護衛戦闘機隊に対しては誘導ミスで到着が遅れたベロー・ウッドの戦闘機隊VF-30のF6Fヘルキャット8機が向かい、その後に到着したホーネット隊の戦闘機隊VF10のF4U コルセア8機も増援として加わり、戦力が充実したアメリカ軍戦闘機隊に対し、零戦隊も陸攻を援護できないまま損害を重ねていった。両空母で戦闘機隊の到着順番に多少違いはあるが、戦闘の経緯や結果はほぼ同じであり、日本軍側によればアメリカ軍戦闘機は50機以上との報告であったが、実際に空中戦に参加したアメリカ軍戦闘機は24機と、日本軍機の突破に備えて空母上空に待機していたホーネット隊の残りF6F8機の合計32機であった。
日本軍側の戦闘303の安部によれば、上方から襲い掛かってきた敵戦闘機と戦っている間に陸攻隊は見えなくなってしまったが、ようやく、煙をひきながら垂直上昇中の1機を発見した。やがてその陸攻は半円を描いて墜落をはじめると、途中で炎のかたまりとなって洋上に四散したという。そののち15分ほど空戦上を必死になって駆け回ったが、敵味方とも発見することができず、やむなく単機で帰投しようと反転してしばらく飛んでいると、バラバラで戦っていた零戦隊が集結し、隊長の岡嶋らと合流できた。
空戦の結果、陸攻隊は18機全機撃墜され全滅、零戦隊は30機中10機が未帰還という結果に終わった。桜花隊は三橋謙太郎大尉ほか14名が未帰還となった。18機の母機が全機撃墜されるのにかかった時間は15分から20分程度であった。この戦いで後ろを取られ、必死で機体を左右に滑らせて射線をかわすも遂に被弾して火を噴き爆発、桜花を吊ったまま墜落する一式陸攻の姿を記録したF6Fのガンカメラ映像が残っている。
この戦闘で攻撃711飛行隊：攻撃隊指揮官・野中五郎少佐ほか134名、戦闘306飛行隊：伊澤勇一大尉ほか6名、戦闘307飛行隊：漆山睦夫大尉ほか2名も未帰還となった。出撃命令がなかったレーダー搭載型一式陸攻の電探員によれば桜花1機が整備ミスで出撃できず、離陸直後に零戦2機が空中衝突したと言う。第一神雷部隊の陸攻隊は離陸後、攻撃隊内では意図をもって連絡を取っていたが司令部には一本の電報もなく、司令部は帰還した戦闘機隊から直接報告を聞いて戦況を把握したという。この日生還した零戦はF6F1機を確実に撃墜した安部をはじめ、ほとんどの機が敵機撃墜を報告した。
第七ニ一海軍航空隊の戦闘詳報には「神雷攻撃の戦機の得ざりしこと並びに直掩戦闘機の出動率僅少なりしことが、この作戦を不成功ならしめたる原因にして、次回作戦に対し大いに研究の余地あり」「第一回神雷攻撃を敢行し、桜花機の使用の限界を判明とし、その後の作戦に資する所、極めて大なり」と記されていた出撃を強行した宇垣中将は陣中日記戦藻録に「其の内援護戦闘機の一部帰着し悲痛なる報告を致せり。即1420頃敵艦隊との推定距離5、60浬に於いて敵グラマン約50機の邀撃を受け空戦、撃墜数機なりしも我も離散し陸攻は桜花を捨て僅々10数分にて全滅の悲運に會せりと。嗚呼」と記している。
一方で、アメリカ軍は多数のF6Fが被弾したが、撃墜されたのはホーネット隊VBF-17のクリスチン中尉を含む2機のみであった。一方的な勝利であった為、マリアナ沖海戦同様にこの空戦も「七面鳥狩り」と呼ばれた。ちなみにアメリカ軍の戦果記録は一式陸攻26機撃墜、零戦12機撃墜、雷電2機撃墜、零戦2機撃破、三式戦1機撃破と過大なものであったが、大規模な空戦では日米互いに過大な戦果報告は茶飯事であった。桜花の情報は既にアメリカ側は察知しており、アメリカ軍内部の広報誌「Intelligence Bulletin」31号で通知されていた。その為ホーネット隊VBF-17の戦闘詳報では「この日遭遇したベティ（一式陸攻のコードネーム）は翼幅15フィートの小さな翼を付けた魚雷の様な爆弾を搭載していた。これは「Intelligence Bulletin」に掲載されていた日本の空飛ぶ爆弾と思われるが、この爆弾はひとつとして発射される事も投棄されることもなかった」とあるが、一方ベローウッドのVF-30は「Intelligence Bulletin」を見てなかったのか桜花の存在を知らず「ベティはGizmo（奇妙な物）を搭載していた。（中略）それは尾翼のないV1飛行爆弾の様だった。我が戦闘機より銃撃され炎上した全てのベティはGizmoを投下したが、それは30°の角度で滑空降下していった。これらは多くの場合に滑空降下中に煙を出したがジェット推進という確証はなかった。本空母と航空隊は日本軍がこのような兵器の使用を試みたという報告を受け取ったことはない。」と報告している。アメリカ軍はこの時点では桜花が有人であるとは認識しておらず、全容が解明されるのは沖縄戦で桜花が無傷で鹵獲されてからであった。
湯野川守正（桜花要員）によれば「桜花の悲報を受けても隊員たちの士気は旺盛だった。編成当初は悩みもあったが、張りきって立派にやっていた。最善を尽くして死ぬのは本望で淡々と順番を待ち生き死にを深刻に考えず人に後ろ指をさされないように、一人でも多くの敵をやっつけると考えていた」という。

#### 沖縄戦

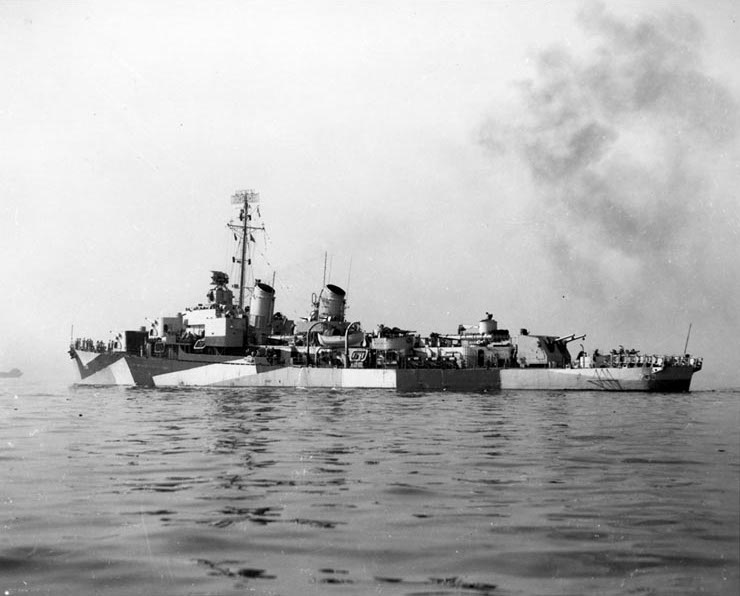
桜花が命中し真っ二つになって轟沈したマナート・L・エベール

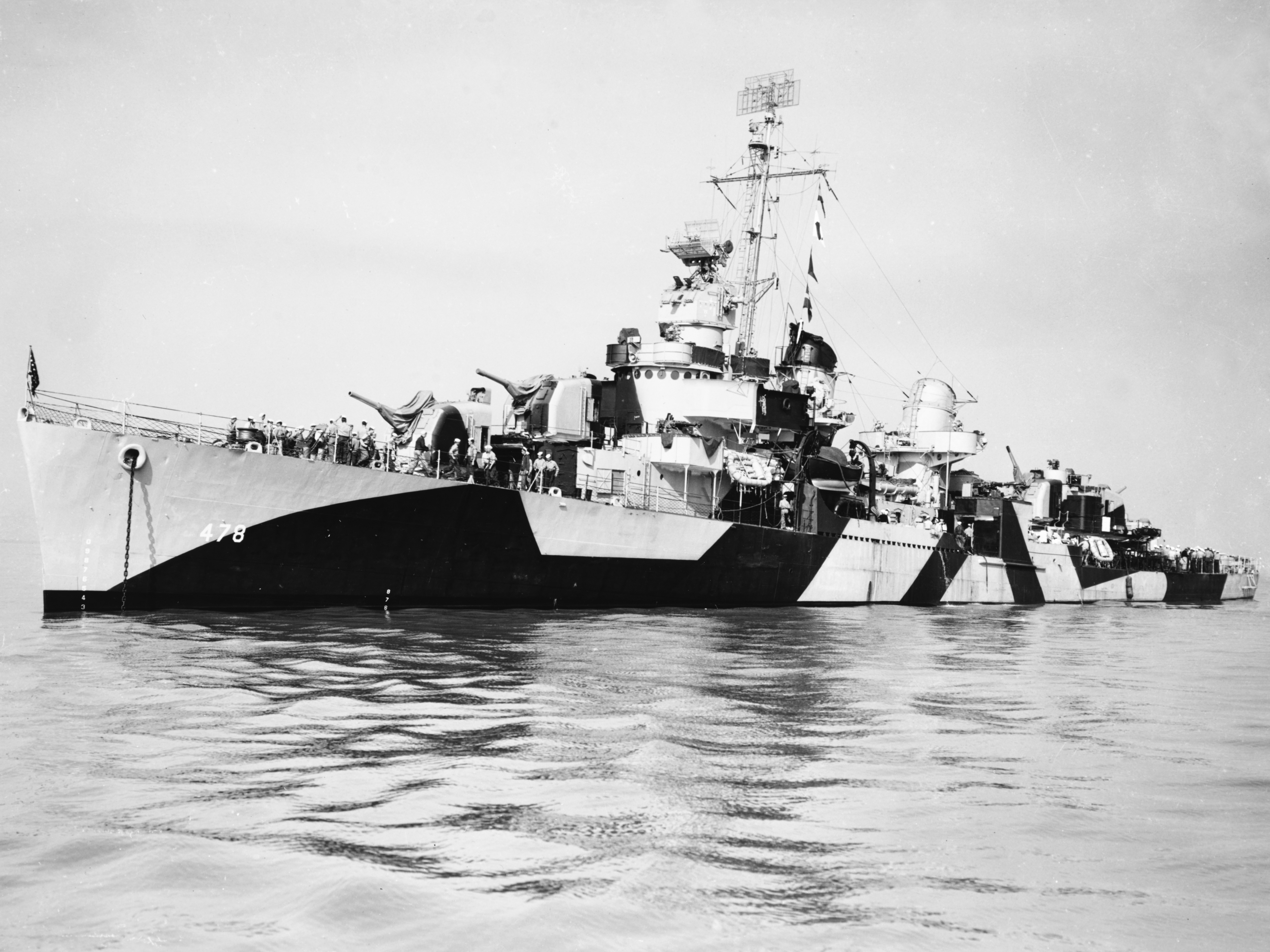
桜花が艦首を貫通し甚大な損傷を受け予備艦行きとなったスタンリー

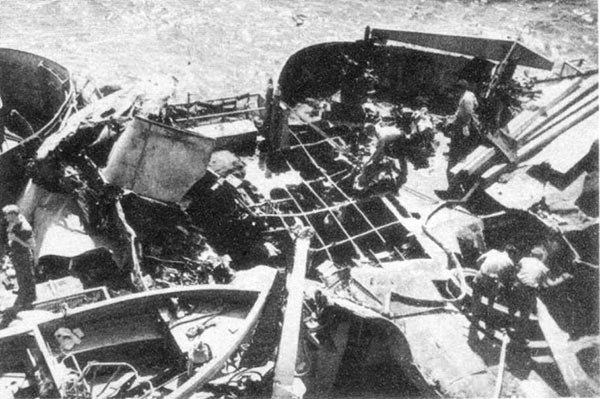
桜花の命中で大破炎上し除籍に追い込まれた時のヒュー・W・ハドレイ

岡村大佐は第一回の失敗により昼間大編隊による攻撃を断念し、主として薄暮及び黎明時に陸攻少数機が1 - 2機ずつに分かれての出撃を行う戦術に転換した。その結果として米軍の迎撃が分散され、沖縄戦では桜花射程内までアメリカ艦隊に接近できた母機も増えて戦果も少なからず挙がるようになった。しかし一方でアメリカ艦隊を捕捉できず、桜花のみ空中投棄して帰投する機も多かった。
一般には二回目の神雷桜花特別攻撃隊以降は戦闘機の護衛は無かったとも言われるが、第306空から第二〇三空へ異動した野口剛によれば、2回目以降も1機の陸攻に対し2〜3機の戦闘機の護衛が付いている。
また岡村は、桜花の胴体内に燃料タンク増設を行い、ロケットで敵戦闘機を振り切る構想を持っていたが、1945年4月前後の実験でロケット装備に効果がないと判断した。
1945年4月1日、第二回神雷桜花特別攻撃隊は上述の岡村司令の戦術変更により、深夜2時21分より1機ずつ6機が出撃した。岡村は出撃前の訓示で、野中隊が作戦続行を強行して全滅したこともあり「攻撃の機会を得ずに帰投しても恥ずかしくない」とくどいほど念押ししている。この日は濃霧が立ち込め視界も効かない中で海上に不時着したり、山に激突する機が続出した。アメリカ軍の夜間戦闘機に追撃されたという報告もあったが、アメリカ側に該当する戦闘報告はなく、第一回に引き続き戦果を全く挙げられない中で、出撃した6機中4機が未帰還となった。
1945年4月12日、第三回神雷桜花特別攻撃隊でようやく桜花は戦果を挙げる事になった。土肥三郎中尉搭乗の桜花が駆逐艦マナート・L・エベールの艦体中央部に命中したが、命中とほぼ同時に爆発して船体は真っ二つに折れ沈みだした。あまりの衝撃に艦上に設置してあったボフォース 40mm機関砲はほとんどが吹き飛び、艦上にいた水兵は海中に投げ出された。マナート・L・エベールは1944年7月に就役した新造艦であったが、わずか9ヶ月で沈没することとなった。殊勲を挙げた土肥中尉は、出撃までは終始悠々とした態度であったとの事で、母機の仮設ベッドで仮眠をとっていたのをわざわざ起こしたという証言や指揮官席で身じろぎもせず腕を組んだまま目を瞑っていたという証言もある。母機一式陸攻の機長は三浦北太郎少尉であり、鹿屋基地に無事帰投し土肥中尉の戦果を報告した。
また、他の桜花がスタンリーに命中した。その桜花はスタンリーの右舷真横を低高度の海面すれすれで接近、水面からわずか2mの高さの舷側に命中したが、そのまま駆逐艦の艦首を貫き左舷側から飛び出してしまった。桜花の弾頭は、装甲が厚い主力艦対策として遅動信管を搭載した徹甲弾だった為、駆逐艦の艦首では装甲が薄すぎて艦内で爆発せず、皮肉にもスタンリーは沈没を逃れる事となったが、桜花が貫いた右舷側はまるでバターナイフで切られたバターの様に切り裂かれており、人的損失は少なかったが艦の損傷は深刻で、この後復帰は叶わず予備艦行きとなった。他にも1隻の駆逐艦を至近爆発で損傷させている。この日の桜花の戦果の報告を受けた宇垣中将は、これまで桜花について懐疑的であったが、「三度目の成功にて花散る此頃、如何やら桜花も寿命を伸ばせり」と陣中日記戦藻録に書いている。
1945年4月14日、第四回神雷桜花特別攻撃隊は7機が出撃、全機が未帰還で戦果も無かったが、澤柳彦士大尉の隊長機より桜花発射との打電があっている。アメリカ軍の記録でも、軽空母ベローウッドの戦闘機隊VF-30（第一回桜花部隊を全滅させた部隊）がベティ（一式陸攻）を撃墜したが、撃墜される前に桜花を投下したという報告がなされている。またこの日の戦闘の状況を撮影したカラーフィルムには、第58任務部隊所属の軽空母サン・ジャシントの艦首至近海面に桜花が突入し爆発する姿が映っており（サン・ジャシントに損傷なし）、確認できる範囲内では、アメリカ軍の駆逐艦などのレーダーピケット艦で張り巡らされたピケットラインを突破し、空母機動部隊を攻撃した唯一の桜花となった。
第五回・第六回は出撃した母機搭乗員より戦果の報告があったが、アメリカ海軍の公式被害記録上では報告されたものはなかった。（詳細は#戦果を参照）
1945年5月4日、第七回神雷桜花特別攻撃隊で機雷敷設駆逐艦シェイに1機の桜花が命中している。桜花は司令官室、戦闘指揮所、ソナールームなどの艦内中枢を目茶目茶に壊して126名の死傷者を出させたのち、スタンリーの時と同じようにシェイを貫通し海上で爆発した。そのためシェイは撃沈は免れたが、翌1946年まで修理が終わらないほどの深刻な損害を被り、桜花の威力をまざまざと見せつける事となった。他2隻の駆逐艦も至近弾で損傷し3名の負傷者を出した。
桜花が最後に戦果を挙げたのが1945年5月11日に第八回神雷桜花特別攻撃隊で、ヒュー・W・ハドレイ (駆逐艦)に1機の桜花が命中し、後部機械室と前部ボイラー室の中間で爆発した。艦はたちまち全ての機能が停止、更に大量に浸水したためバロン・J・マレイニ艦長は「総員退艦」を命じたが、艦に残った50名の士官と水兵の神業とも言えるダメージコントロールで沈没は逃れた。しかし艦の損傷は致命的で96名もの死傷者を出し、修理はされずそのままスクラップとなった。またこの日は宇垣中将の命により、他特攻部隊援護の為に桜花2機をアメリカ軍飛行場攻撃の為出撃させている。滑走路に大穴を開けて離着陸をできなくする目的であったが、アメリカ軍戦闘機の妨害で突入を断念している。1945年5月25日の第九回神雷桜花部隊は、第一回に次ぐ機数の11機の陸攻と桜花が投入され、連合艦隊司令長官豊田副武より直々の出撃見送りを受けている。前日に義烈空挺隊が沖縄の飛行場に突入しており、期待も大きかったが、天候不良で内8機が引き返し、残り3機も桜花射出の打電のないまま未帰還となった。そのうちの1機の一式陸攻は、レーダーを避けるため海面すれすれに飛行し、ピケットラインの駆逐艦に気付かれることなく接近していたが、桜花射出前に発見され対空砲火で撃墜されている。
この後の1945年5月28日に大本営はようやく桜花の機密扱いを解除し、神雷部隊の存在を公表した。「その壮烈なる戦意と一発轟沈の恐るべき威力とを以て敵陣営を震撼せしめたる神雷特別攻撃隊員の殊勲を認め、連合艦隊司令長官は之を夫々全軍に布告せり」との海軍省公表を中心に、翌29日の紙面で新聞各紙は一面で大々的に報じたが、朝日新聞の紙面には「ロケット彈に乗って敵艦船群へ體當り(体当たり)」とか「1發轟沈神雷特攻隊」とか「翼下から飛び出す皇軍獨特の新兵器」と勇ましい見出しが並び、桜花の概要と、これまでの神雷桜花作戦戦死者321名の布告と、第一回神雷桜花特別攻撃隊出撃時の三橋大尉らの写真も大きく掲載されたが、戦果については曖昧な記述になっている。また外電のAP電やアメリカのタイム誌が桜花について日本に先んじて報道したことも伝えていた。
桜花の記事は数日間に渡り紙面を飾り、6月1日の朝日新聞の「霹靂の如き一瞬敵艦ただ死のみ」という見出しの記事には、当時海軍の報道班員だった作家川端康成の「神雷(桜花のこと)こそは実に恐るべき武器だ(中略)これさへあれば沖縄周辺の敵艦船群はすべて海の藻屑としてくれるぞ」「親飛行機の胴体に抱かれて行く、いわば子飛行機のこの神雷兵器は小さな飛行機の形をしていて色彩も優美で全く可愛い(中略)神雷による勝機は今眼前にある、必勝を信じて神雷にまたがり、淡々と出撃する勇士等に恥づかしくない心をもって生産戦に戦い抜かう、爆撃に断じて屈するな」という談話を載せている。
またNHKも6月13日より数日間に渡って、神雷桜花部隊の隊員らの様子を伝えるラジオ放送を全国に流したが、その際に報道班員だった作家山岡荘八が司会や解説をしている。山岡は取材を終えて東京に帰るさいに司令の岡村から、第一回目の出撃で戦死した野中の位牌に岡村が供えていた、ウィスキーの角瓶や果物の缶詰といった当時では貴重だった大量のお供え物を「東京も焼け野原と聞いている。家族は困っているでしょう。せめて、これをリュックに入れていってあげなさい」と渡されている。
その後、軍や国民の期待とは裏腹に桜花特攻は1945年6月22日第十回神雷桜花特別攻撃隊6機の全滅と沖縄戦の終結により一旦出撃が中止され、本土決戦準備として、陸攻搭乗員400名と母機の一式陸攻は1945年7月に石川県の小松基地に移動、岡村ら司令部要員は松山基地に移動、桜花搭乗員75名は宮崎県日向市の冨高基地に移動したが、出撃することもなくそのまま終戦を迎えている。
また、桜花は本土決戦の為の有力兵器と看做され、弱点の航続距離の延長型や地上から発射可能な桜花などの開発も進められたが、実戦に投入されることは無かった。（詳細は#派生型を参照）

### 戦後
神雷桜花部隊で厚木海軍飛行場の三〇二空に次ぐ抗戦部隊となる動きが一部にあったが、玉音放送後に沖縄に特攻出撃して戦死した宇垣中将の後任となった五航艦司令長官草鹿龍之介中将が、1945年8月21日に神雷部隊陸攻隊及び桜花隊に解散を命じた。予備士官に3,300円、下士官に2,800円の退職金が支給され、各々が陸攻に分乗して故郷の近くの飛行場に帰る様に指示された。終戦により軍の組織は崩壊したに等しく、故郷への帰還飛行も自由に行われ、観光飛行の様に富士山を周回したり、故郷の上空を低空で旋回する機もあったという。各陸攻は最後の飛行場で乗り捨てられた。
8月18日、発案者の大田正一中尉は、茨城県の神ノ池基地において零式練習戦闘機に乗り込んで離陸、そのまま行方不明となった。基地の机に「東方洋上に去る」と遺書を残した。大田は、戦時に桜花搭乗員となるべく異例の取り計らいで偵察員から操縦員への転換訓練を受けたが、「適性なし」と判断されていた。また、桜花の使用が中止された7月頃、大田は方々に再開するように説いて回ったが、終戦まで再開されることはなかった。大田は新聞に桜花の発案者として華々しく取り上げられて以来、不遜な態度をとるようになっていた上、桜花搭乗員の人命を軽視する発言も行っていたため、報復を恐れていたという説もある。また、戦犯の認識を勘違いしていたという説もある。戦死として大尉に昇進しており、1956年11月20日の呉地方役員部作成内地死没者名簿では「航空殉職」「戸籍抹消済」となっている。飛び立った様子を見ていた他の隊員らもあの方角に飛んで行ったのなら海に堕ちるしかないと話していたという。しかし、大田は海に不時着し漁船に救助されて改名して生存していた。その後も大田は元同僚の前に現れており、稲田正二は戦後間もなく何度か会って身の上話を聞いたという。金華山沖の洋上で北海道の漁船に拾われ、北海道知事に戸籍を新しく作ってもらったと話している。その後、生涯無戸籍のまま1994年に死去した。
一士官に過ぎない大田の献策で桜花の開発が始まったとすることに疑問を呈する意見もある。大田は決してエリートではなく、兵卒からの叩き上げの特務士官であった。そのため、必死の特攻兵器の実現のためには、大田が進言したとすることが現場兵士ら自らが望んだかのように正当化するのに都合がよく、利用されたのではないかという意見もある。名を変え居所を変え戸籍もないまま他の女性と事実婚することになった大田は、のちに亡くなる際、「いまさらわしがほんとうのことは言えんのや。国の上のほうで困るやつがおるからな‥‥‥」と息子に言い残している。
神雷部隊の慰霊碑として、神雷戦士の碑が神奈川県鎌倉市にある建長寺に建立され、毎年3月21日に慰霊祭が執り行われている。

### 他の関係者の動向
神雷部隊司令岡村基春大佐は1948年に鉄道自殺をしている。遺書は遺しておらず動機は不明であるが、南方の202空司令時代に部下が行った捕虜虐待の証言を避けるためだったという意見や、厚生省第二復員省での復員業務が一段落着くと周囲から見ても肩の荷が下りたように見えたとの事や、戦中常々「お前たちだけを行かせやしない。俺も必ず行く」と言っていた事、自ら特攻の発想を思いついた341空のあった千葉で自殺を遂げている事から心中秘するものがあったのではないか、という意見もある。また、復員局に勤務していた為、そのつてを使って鹿児島の鹿屋や、船を借りて南海の島に特攻隊員の慰霊巡りをしていた事も判明している。
設計者の三木忠直技術少佐は、戦後に鉄道技術者に転身し、新幹線の設計を行っている。桜花の設計に関与した事を後悔しており、1952年に戦後初めて雑誌「世界の航空機」が桜花の特集記事を掲載する際に三木に証言を依頼したが、「日本の技術者全体の名誉の為にも桜花は我が技術史から抹殺されるべきである」と証言を拒否していた。その後、昭和30年代に世界で最初に音速を突破した航空機となったベル X-1のドキュメンタリー映画を見た三木は、ベル X-1が母機B-29から発射される姿が桜花そのものである事に驚き、特攻機のシステムが、未知の音速突破に挑む機体のシステムの一部となったことに救われた気持ちになったと話している。実際にアメリカが桜花のシステムを参考にしたかは不明であるが、三木は、X‐1号の開発が始まったのは終戦直後の1946年であり、時期的に見て間違いないと判断していた。その後、日本の特攻兵器を調査している退役米海軍中佐に三木が会った際、中佐は1945年6月付の米空軍による桜花に関しての詳細な調査資料を三木に見せ、「この資料から見てX-1のテストが『桜花』を参考にしたことは間違いないだろう」と答えたほか、ベル X-1が音速を超えた飛行時のパイロットチャック・イェーガーと三木が会談した時に、イエーガーが「桜花も銀河も、当時、世界の最高技術でした。アメリカ軍が、三木さんの技術を参考にした可能性があります」と述べたという。1968年には『神雷特別攻撃隊』も出版している。

## 戦績
参照

### 戦果

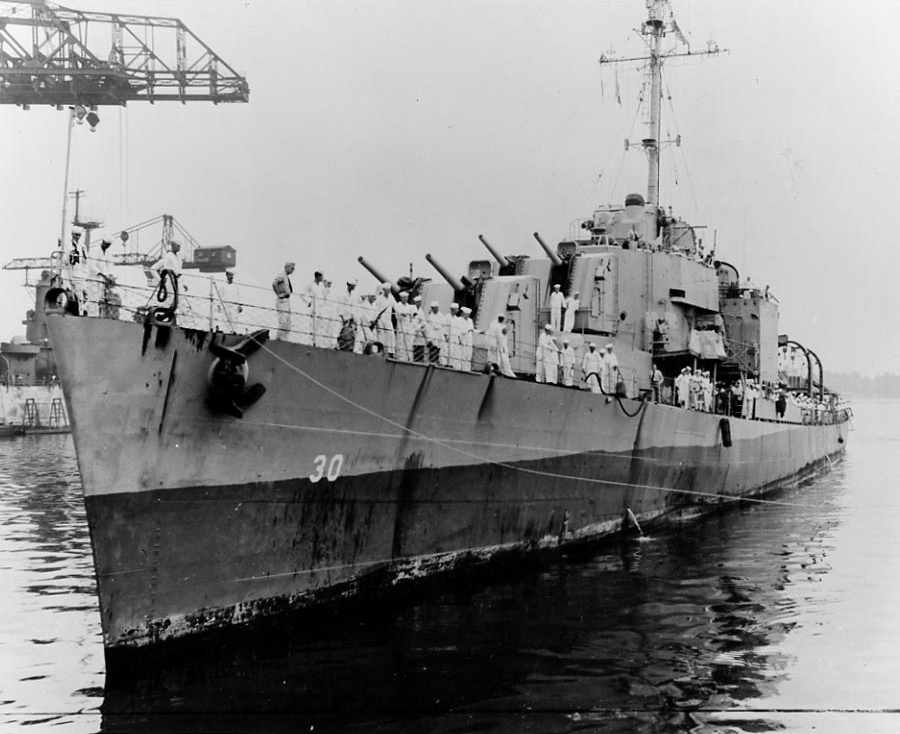
桜花が貫通し大破した後、アメリカ本国で修理された敷設駆逐艦シェイ

| 日付          | 艦名                  | 艦種       | 戦死者 | 負傷者 | 備考 |
| ------------- | --------------------- | ---------- | ------ | ------ | --- |
| 1945年4月12日 | マナート・L・エベール | 駆逐艦     | 84     | 35     | 真っ二つとなり轟沈                                                                                       |
| 1945年4月12日 | スタンリー            | 駆逐艦     | 0      | 3      | 艦首に命中したが、弾頭は艦内で爆発せず艦体を貫通し海上に落下。但し損傷は甚大で、その後除籍され予備艦行き |
| 1945年4月12日 | ジェファーズ          | 掃海駆逐艦 | 0      | 0      | 至近に落下し小破                                                                                         |
| 1945年5月4日  | シェイ                | 敷設駆逐艦 | 35     | 91     | 艦中央に命中し戦闘指揮所などの艦中枢を撃破後貫通して海上で爆発、沈まなかったが大破し終戦まで復帰できず   |
| 1945年5月4日  | ゲイエティ            | 駆逐艦     | 0      | 3      | 至近で爆発、破片で40mm機関砲破壊                                                                         |
| 1945年5月4日  | ヘンリー.A.ワイリ     | 駆逐艦     | 0      | 0      | 至近に落下し小破                                                                                         |
| 1945年5月11日 | ヒューW.ハドレイ      | 駆逐艦     | 30     | 121    | 大破・炎上し総員退艦命令出るも沈まず、しかし修理は困難と判断されそのまま除籍                             |
| 合計          | 7隻                   |            | 149名  | 253名  | 1隻撃沈 2隻大破除籍 1隻大破 3隻損傷                                                                      |

### 損失
|                  | 第1回 | 第2回 | 第3回 | 第4回 | 第5回 | 第6回 | 第7回 | 第8回 | 第9回 | 第10回 | 合計 |
| ---------------- | ----- | ----- | ----- | ----- | ----- | ----- | ----- | ----- | ----- | ------ | ---- |
| 桜花母機出撃機数 | 18機  | 6機   | 9機   | 7機   | 6機   | 4機   | 7機   | 4機   | 11機  | 6機    | 78機 |
| 同未帰還数       | 18機  | 4機   | 5機   | 7機   | 4機   | 1機   | 5機   | 3機   | 3機   | 2機    | 52機 |

合計10度に渡る出撃の結果、桜花パイロット55名が特攻で戦死、その母機の搭乗員は365名が戦死した。
そして708飛行隊の桜花母機一式陸攻搭乗員酒井啓一上飛曹の回顧によれば、4月16日の第五回神雷桜花部隊で、戦艦を中心とする十数隻の艦隊に対し宮下良平中尉が搭乗する桜花を射出、その後大きな爆発と水柱が上がったのを酒井上飛曹を含む4名の母機搭乗員が目撃しており、戦艦1隻撃沈と戦果報告している。また4月28日の第六回神雷桜花部隊出撃時も、不意に機動部隊に遭遇し、激しい対空砲火の中で山際直彦一飛曹搭乗の桜花を射出、その後に井上上飛曹と機長らが海上で大火災が起こってるのを確認し、重巡1隻撃沈と報告しているが、このいずれの日もアメリカ海軍の公式被害記録上では報告されたものはなかった。

## アメリカ側の評価

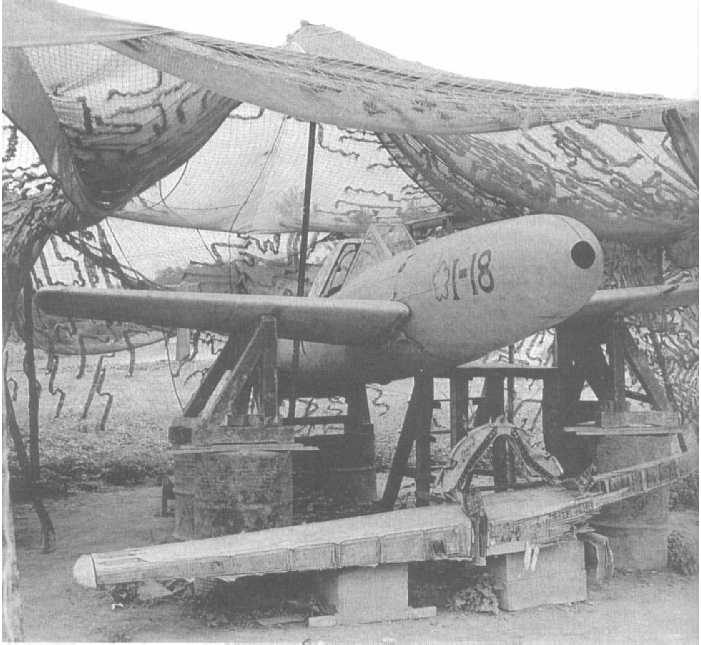
沖縄でアメリカ軍に鹵獲された桜花一一型

沖縄戦でアメリカ軍は上陸初日に沖縄の北・中飛行場を占領したが、北飛行場の北東側の斜面に掘られた掩体壕の中から桜花が10機鹵獲された。既に概要の情報を掴んでいたアメリカ軍であったが、鹵獲した桜花を調査し、桜花（この時点ではGizmoと呼ばれていた）が人間が操縦するロケット爆弾であるという事が間もなく判明すると、自殺を禁じるキリスト教的な価値観より、自殺をするような愚か者が乗る兵器という意味合いで「BAKA(日本語の馬鹿の音をそのままアルファベット表記)」というコードネームが付けられた。その運用思想に嫌悪感を覚えたアメリカ軍であったが、兵器としての有効性に対しては強い懸念を示し、早速鹵獲した桜花を本国に送り、アメリカ技術航空情報センターで徹底した調査が行われている。この報告書を戦後に見た桜花設計技術者の三木忠直に「桜花設計時に作った設計書より遥かに詳しい」と言わしめたほどに詳細な調査であった。
その後に桜花が駆逐艦マナート・L・エベールを撃沈するとその懸念が現実化する事となり、アメリカ軍はマナート・L・エベールのオールトン・E・パーカー艦長と副長と砲術長に25ページに及ぶ長文の詳細な戦闘記録を作らせ、最高機密扱いとし徹底的に分析している。その報告書には「それは今まで目にしたどんな飛行機よりも速かった。プロペラやエンジンは見かけられなかったので、この機体はジェットかロケットを推力にしているものと思われた。」と記述してあった。マナート・L・エベール同様に桜花が命中したもののあまりの威力で艦体を突き抜けた為、撃沈を免れた駆逐艦スタンリーの砲術長は「このミサイルが艦艇装備の自動火器の射程内まで接近しても、何物もその突進を停止させたり、その方向を変換させるのは無理である」と述べている。
当時のアメリカ海軍は、桜花をもっとも危険な兵器で、アメリカ軍の砲手やパイロットらにとってこれまでに遭遇したもっとも手に負えない攻撃目標であると考えた。 
アメリカ軍は詳細な特別攻撃隊対策を制定し全軍に徹底したが、その中でも桜花は大きく取り上げられ、下記の事が徹底されている。
- 人間という最高の制御、誘導装置を備えた、潜在的に最も脅威となる対艦攻撃兵器である。
- 桜花母機及び、潜在的な母機となりうる双発機を最優先で攻撃すること。
- サイズが小さく、胴体や翼は合板製で近接信管は半径10〜15mでしか作動しない、また速力が高いため、撃墜には従来の航空機と比較して4倍の弾量が必要である。
- レーダー反射は戦闘機の約3割の大きさである。

アメリカ合衆国海軍省では、従来の兵器では一度射出された桜花に有効な迎撃ができないと考え、桜花に対抗する為にターボ・ジェット機の開発を急がせた。アメリカ海軍初のジェット艦載戦闘機FH-1 ファントムが完成したが、終戦までに実戦配備は間に合わなかった。

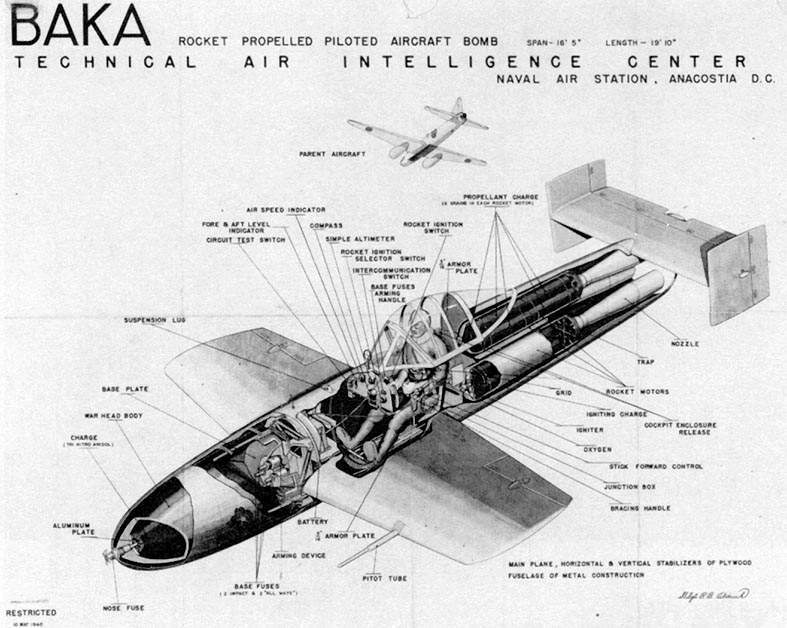
アメリカ軍により描かれた桜花の構造図

桜花がアメリカ軍の艦隊への攻撃を行っているのと同時期に行われた日本本土空襲では、1945年7月以降の第21爆撃集団作戦任務報告の中に桜花を目撃または攻撃を受けたという報告が見られる。中には、「一式陸攻が桜花を発射して300ヤードまで接近した（作戦任務第249号、7月3日~4日の姫路大空襲）」「桜花を3〜6機を目撃（作戦任務第271号、7月16日〜17日の沼津大空襲）」「1機の桜花をB-29が撃墜して爆発した（作戦任務第249号、7月26日〜27日の徳山空襲）」といった具体的な記述もあるが、日本側の記録にはB-29迎撃に桜花を用いた記録は無く、これらが何であったかは不明である。
またアメリカ軍は以下の様に桜花の今後の発展も予測していた。
- シンプルで経済的な構造なので、大量生産が容易と思われる。月産200機の生産が可能と推定される。
- 桜花の運用を制限する要因は母機となる双発機の数となる。
- その為、今後桜花が地上や水上艦から使用できるような改造をされる可能性が高い。
- 桜花は様々な形の翼が装着できるような基本構造になっており、今後、より長い航続距離、より良好な操縦性、より低い速度を持った桜花が登場する可能性が高い。
- ジェットエンジンを搭載し地上や艦船から発射される桜花の登場の可能性がある。
- 照明弾があれば、艦船のシルエットを目標することにより、魚雷型の桜花による夜間攻撃は十分可能である。

戦後、アメリカ軍は桜花作戦全体に対しては「この自殺兵器の使用は成功しなかった。」との総括をしており、その原因としては「母機の脆弱性が制限要素となった。」と分析している。また、第一回神雷桜花部隊野中隊を全滅させた第58任務部隊の第1空母群司令ジョゼフ・J・クラーク少将は「桜花の失敗の要因は、一発勝負の兵器であり、パイロットが事前に十分な訓練ができなかったことである。」とも指摘している。
作家サミュエル・モリソンは、桜花について「小型なことと、とてつもないスピードのため、桜花はわが軍の艦船に対する最悪の脅威となった。それは、ロンドンを襲ったドイツの誘導ミサイルにほぼ匹敵する脅威となった。」と述べている。作家ジョン・トーランドは、当時のアメリカ軍艦隊全体の状況として「桜花を『BAKA』と蔑んでみても、アメリカ軍艦隊全体に広まった恐怖は決して和らぐことはなかった。」と述べている。当時従軍記者だったハンソン・ボールドウィンは桜花は人間が誘導装置となった誘導ミサイルであって、戦後にミサイルの完成によって現実化した水上艦艇に対する脅威を予見したものであり、その脅威を的確に理解したアメリカ軍は、特攻機阻止には十分な威力がなかったMk.IV 20 mm 機関砲とボフォース 40mm機関砲の大部分を戦後になってアメリカ海軍艦艇から取り外し、特攻対策として新規開発されたMk 33 3インチ砲を装備するようになったと指摘している。

## 派生型
一一型

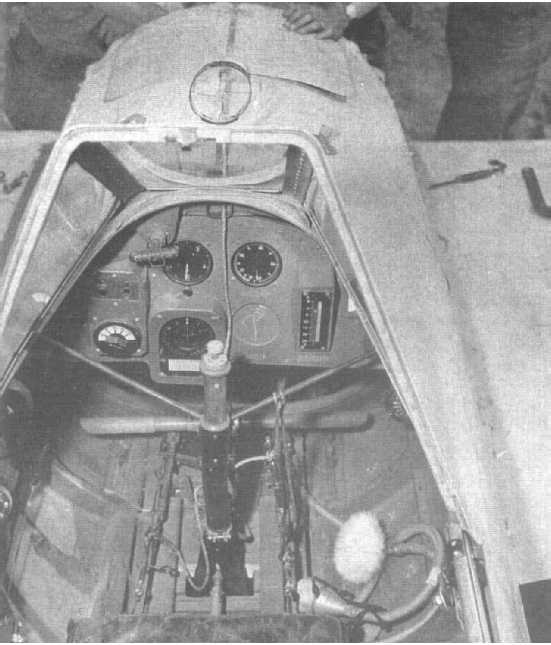
桜花一一型の操縦席

実戦に投入された機体。55機が特攻に出撃した。終戦までに755機生産されている。桜花一一型は独力で離陸できなかったため、一式陸攻二四型を改造した一式陸攻二四丁型と呼ばれる改造機を造り、アメリカ軍艦隊の近くまで、その下部に搭載して運び、そこから発進する方法をとった。爆弾搭載量800kgで設計された一式陸攻にとって、全備重量2.3トン弱の桜花は非常に重く、桜花を搭載した一式陸攻は、限界ギリギリの離陸可能重量となる。桜花のエンジンは4号1式噴進機（20型火薬ロケット）と呼ばれたが、ロケット燃料はゴム状の固形になっており、1本当り7秒〜8秒の加速が可能で、そのロケットが3基装備されていたので30秒弱の加速ができた。基本的にはグライダーなので滑空で敵に接近するが、敵に突入する時、滑空距離を延ばす時、敵戦闘機や迎撃から退避する場合などにロケットエンジンを使用し、その使用は搭乗員の判断に任された。航続距離の短さが大きな足かせとなっていた為、後の派生各型は航続距離の延長が図られる事となった。
二二型
作戦の成功率を高めるため母機を軽快な銀河に変更したもの。銀河の車輪幅は一式陸攻より狭い為に、収まるように主翼を削るなどの形状の変更の他に、発進後の飛行距離の増大を目指して、一一型の四号一式噴進機を「ツ11」に変更し（レシプロエンジンでコンプレッサーを駆動し、燃焼室内に燃料を噴射するというモータージェット（カンピーニロケット）である）自重の軽減のため、爆弾の搭載量を減らして (1200kg→600kg) いる。また、主翼内に敵艦のレーダーを逆探知して位置を計測する二式空七号無線電話機二型も装備された。二二型のダミーを搭載し飛行実験をした銀河は、37km/hの減速に留まり飛行にも問題ないと判断された為に、二二型が完成する前に銀河10機に母機としての改装が前倒しで行われた。しかし肝心の二二型の本体はエンジンツ11の生産が捗らず、1945年6月にどうにか試験飛行にこぎ付けたが、2回連続で事故を起こし、2回目の事故でテストパイロットの長野一敏少尉が殉職している。事故の原因は、エンジン換装による速度減を補う為に設置されていた火薬ロケット4号1式噴進機1基が発火した為であり、事故防止の為に取り外された。火薬ロケットが取り外された事により速度が減少する事となったが、更なる問題として二二型のツ11エンジンは上空の薄い大気では始動させる事が出来ない事も判明し、母機の離陸時には搭載するエンジンを始動させておかねばならなかった。また銀河の形状にあわせた主翼面積減により操縦性も悪化する事となった。これらの問題を抱えていた上に、ツ11エンジンの生産も中々軌道に乗らず、二二型の生産数はわずか50機に終わり、実戦に投入されることはなかった。
二一型

桜花二二型の三面図。ツ11モータージェットエンジンを搭載している

二二型のエンジンを一一型と同じ4号1式噴進機（20型火薬ロケット）に換装したもの。ツ11が実用化できなかった場合に備えて計画されていたが、二二型は一一型と比較し翼面荷重が高く、もし完成していたら一一型より航続距離が短く更に運用困難な機体になっていた可能性が高かった。
三三型
母機をさらにパワーのある連山に変更したもの。同時に桜花自体のエンジンも強化されている。連山自体が増備されなかったため、こちらも量産されなかった。
四三甲型
三三型を潜水艦のカタパルトから射出可能とした型で、潜水艦の格納筒に格納する為に主翼は脱着式となる計画であったが、大戦末期には巡潜のカタパルトはほとんど撤去されており、完成しても運用は困難と考えられ計画だけで終わった。伊四百型潜水艦に搭載し晴嵐と敵空母基地を奇襲攻撃しようという計画もあったと言われている。
四三乙型
ネ20ジェットエンジンを搭載し、300km近い航続距離を得たタイプ。陸上からのカタパルト発進を行う予定で開発された。また特徴としては、自力飛行で基地移動が可能となるように設計されており、より「飛行機」に近い形となった。その為、無線と落下傘も装備が予定されていた。トンネル式格納庫に収める為に主翼は折り畳み式で、さらに突入時に加速がつくよう翼端が火薬により切り離せる構造になっていたが、これは可変翼実用化のはしりであったという指摘もある。実物木型模型は1945年4月に修了、海軍航空技術廠と愛知航空機で量産準備を進めていたところで終戦を迎えている。この型ではエンジンと燃料タンクの設置のため爆弾重量は800kgに減らされていた。同じネ20ジェットエンジンを搭載する橘花は2基のエンジンが必要であったが、桜花は1基で良かった為、決戦兵器としては効率的と考えられ優先的に量産される計画だった。
量産機の製造開始前に練習機（複座）K2も2機製造されていた。また地上発射用の基地の建設も進められていた。（下表参照）桜花四三乙型は、東京から発射すれば滑空も含めて名古屋までは飛行できる航続距離とする計画であり、発射基地は海岸ではなく内陸に作られている。それで各基地のカタパルト1基につき桜花を5〜10機準備する予定であった。桜花四三乙型発射基地の内で、先に完成したのは比叡山（既に完成していた為下表に表記なし）であり、次いで武山の基地が完成した。武山ではカタパルトからの桜花の射出実験も行われ成功している。その後、四三乙型の実戦部隊である第七二五航空隊が編成されたが、出撃することなく終戦を迎えた。
このとき残された桜花発射用のレールが、千葉県南房総市の知恩院という寺の片隅に保存されている。三芳地区の平和会が、年に約3回程度草刈りをして手入れしている。
昭和20年5月1日　海軍航空本部は特殊攻撃機・ネ20ジェットエンジン搭載桜花 四三乙型のカタパルトによる射出訓練用地を滋賀海軍航空隊案内の元比叡山延暦寺、滋賀海軍航空隊を視察。。。
比叡山延暦寺近隣のカタパルト建設と桜花の輸送に比叡山鉄道のケーブルカーと軌道式は滋賀海軍航空隊が接収し5月18日に海軍航空本部よりカタパルト工事の施工の発令が出る。施工は滋賀海軍航空隊の整備課分隊の約100名が当るも地盤が硬く更に50名追加で基礎地盤の工期が遅れ完成は7月になる。。昭和20年7月4日　滋賀海軍航空隊甲飛15期生、甲飛16期生は「太湖特攻隊」と命名され比叡山の宿坊に駐留し、敵機襲来に備え、比叡山山腹にある桜花のカタパルト地下壕掘りと警備に着く。カタパルトは終戦直後に連合国軍の手で爆破された、との記録が有る。カタパルトの金属は戦後復興期に持ち逃げされ、跡地は比叡山ドライブウェイの一部となっている。
2015年に大分県宇佐市の地域おこし団体「豊の国宇佐市塾」によって、比叡山の桜花訓練基地の様子をアメリカ軍が終戦直後の1945年9月に撮影した映像がアメリカ国立公文書館で発見された。その映像には山頂の基地まで備え付けのケーブルカーで上る様子や、建築途中の基地の様子、桜花発射の為のカタパルトなどが写っていた。

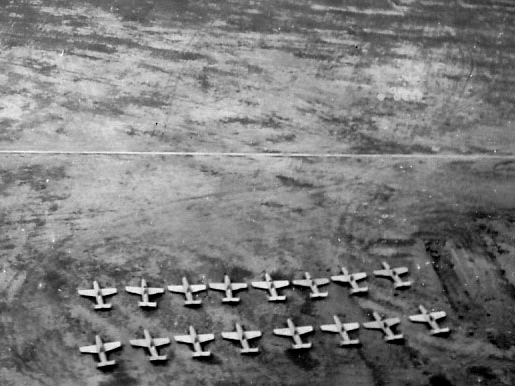
終戦後、アメリカ軍に引き渡すために神ノ池飛行場に並べられている桜花

桜花四三乙型発射基地（1945年7月14日 官房空機密1149号 桜花43号基地整備の件訓令より）
| 場所           | カタパルト設置数 | 完成予定  | 所轄         |
| -------------- | ---------------- | --------- | ------------ |
| 静岡県熱海峠   | 8基              | 1945年8月 | 横須賀鎮守府 |
| 千葉県房総南部 | 12基             | 1945年8月 | 横須賀鎮守府 |
| 茨城県筑波     | 6基              | 1945年9月 | 横須賀鎮守府 |
| 神奈川県武山   | 1基              | 1945年8月 | 横須賀鎮守府 |
| 静岡県大井     | 6基              | 1945年9月 | 横須賀鎮守府 |
| 三重県朝熊山   | 6基              | 1945年9月 | 横須賀鎮守府 |
| 和歌山県田辺   | 10基             | 1945年9月 | 大阪警備府   |

## 諸元

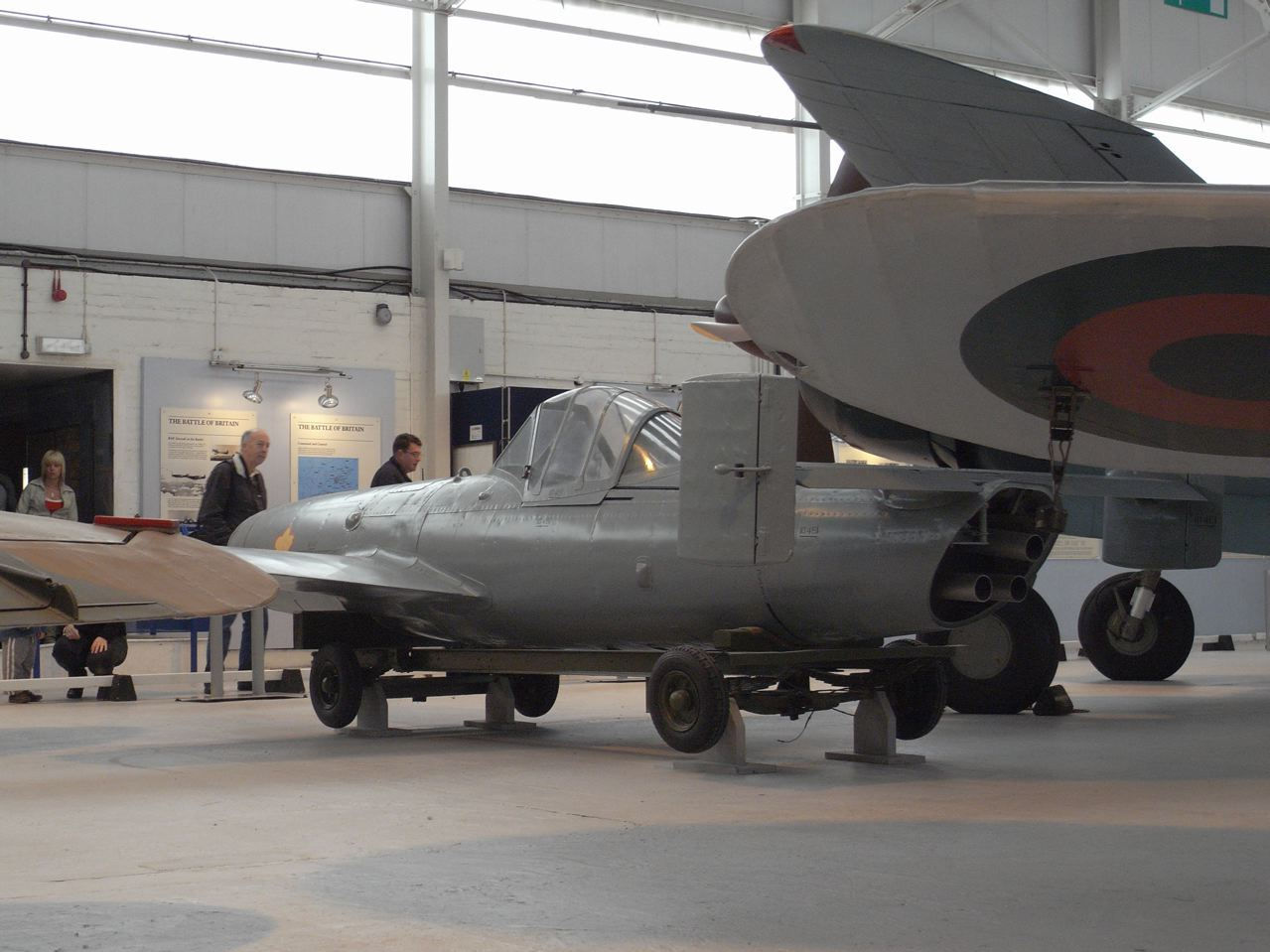
桜花一一型
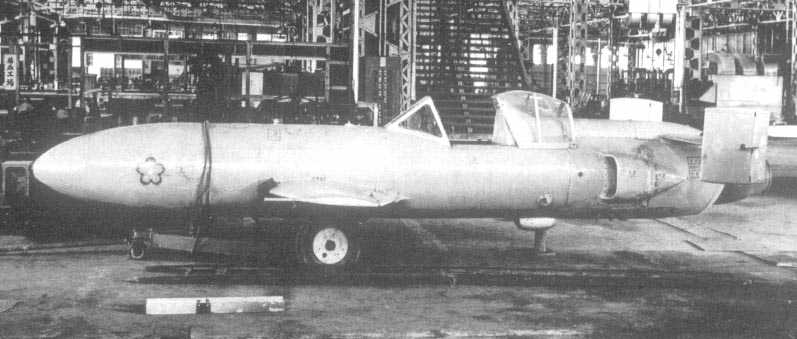
桜花二二型
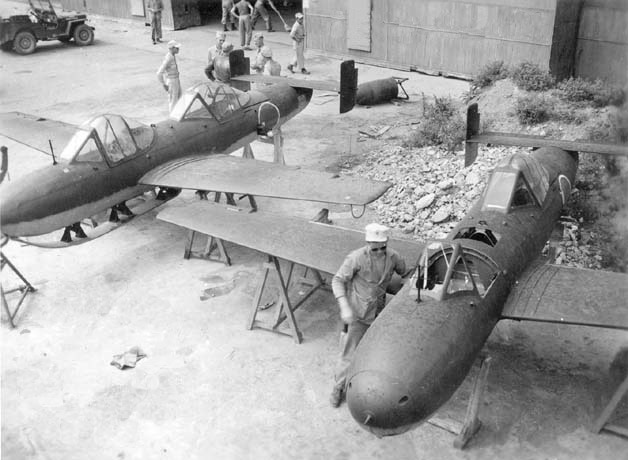
桜花四三型練習機

参考
| 型式               | 桜花一一型                     | 桜花二二型               | 桜花四三乙型             |
| ------------------ | ------------------------------ | ------------------------ | ------------------------ |
| 全長               | 6m                             | 7m                       | 8m                       |
| 全幅               | 5m                             | 4m                       | 9m                       |
| 全高               | 1m                             | 1m                       | 1.3m                     |
| 主翼面積           | 6m2                            | 4m2                      | 13m2                     |
| 駆動方式           | 四号一式噴進機（火薬ロケット） | ツ11（モータージェット） | ネ20（ジェットエンジン） |
| 静止推力           | 800kg×3                        | 200kg                    | 475kg                    |
| 弾頭重量           | 1,200kg                        | 600kg                    | 800kg                    |
| 全重量             | 2,140kg                        | 1,580kg                  | 2,600kg                  |
| 制限速度           | 1,018km/h                      | 833km/h                  | 833km/h                  |
| 水平飛行時最高速度 | 648km/h                        | 453km/h～555km/h         | 518km/h～555km/h         |
| 最高滑空速度       | 983km/h                        | 不明                     | 不明                     |
| 航続距離           | 37km                           | 120km                    | 278km                    |
| 母機               | 一式陸上攻撃機                 | 銀河                     | 地上射出                 |
| 生産数             | 755機                          | 50機                     | 0機                      |

- 桜花一一型
- 桜花二二型
- 桜花四三型練習機

## 現存する機体
アメリカ合衆国ではワシントンD.C.の国立アメリカ海軍博物館、スミソニアン博物館 (Steven F. Udvar-Hazy Center)およびカリフォルニア州のプレーンズ・オブ・フェイム航空博物館などで日本の降伏後連合国軍に接収された実物を見る事ができる。またイギリスマンチェスターにある産業博物館、コスフォードのイギリス空軍博物館でも見ることができる。
日本国内では、埼玉県入間市にある航空自衛隊入間基地内の修武台記念館に一機が保存されている。この記念館は2005年12月に閉館したが、リニューアルを行って2012年3月に「教育講堂 新修武台記念館」として開館、通常は一般公開されていないが、基地に問い合わせるほか、稀に開催されている館内見学会に参加することで見ることが出来る。
また、靖国神社の付属施設である遊就館では複製機体が展示され、さらに一式陸上攻撃機に搭載され攻撃する様子（神雷部隊桜花攻撃）がジオラマで展示されている。
さらに、1944年（昭和19年）4月神之池海軍航空隊が開設された、現在の日本製鉄(株)鹿島製鐡所の一角にある「桜花公園」では掩体壕におさまる桜花一一型の復元機を見る事が可能である。他にも山梨県の河口湖自動車博物館などでも見ることが出来る。河口湖の復元機は、信管は実物を使用しているとの主張がなされているが、陸軍の航空爆弾のものを使用している。
機体以外では、本土決戦に備えて千葉県南房総市一帯に桜花基地が建築されていた智恩院（南房総市下滝田）に桜花の発射レールが保存されている。
| 型名             | 番号            | 機体写真 | 国名     | 所有者                                   | 公開状況 | 状態     | 備考                   |
| ---------------- | --------------- | -------- | -------- | ---------------------------------------- | -------- | -------- | ---------------------- |
| MXY-7 桜花一一型 | 997             | 写真     | イギリス | 科学技術博物館                           | 公開     | 静態展示 |                        |
| MXY-7 桜花一一型 | 1046 8486M I-13 |          | イギリス | イギリス空軍博物館コスフォード館         | 公開     | 静態展示 |                        |
| MXY-7 桜花一一型 | 1049 I-18       |          | アメリカ | プレーンズ・オブ・フェイム航空博物館     | 公開     | 静態展示 |                        |
| MXY-7 桜花一一型 | 1081 I-13       | 写真     | アメリカ | 国立海兵隊博物館                         | 公開     | 静態展示 |                        |
| MXY-7 桜花一一型 | 1084 I-10       |          | アメリカ | ヤンクス航空博物館                       | 公開     | 静態展示 |                        |
| MXY-7 桜花一一型 | 1214            | 写真     | 日本     | 航空歴史資料館 修武台記念館              | 公開     | 静態展示 | 尾翼は1252号機のもの。 |
| MXY-7 桜花一一型 | 1585 BAPC.58    | 写真     | イギリス | イギリス海軍航空博物館                   | 公開     | 静態展示 |                        |
| MXY-7 桜花一一型 | I-16            |          | 日本     | 河口湖自動車博物館・飛行舘               | 公開     | 静態展示 |                        |
| MXY-7 桜花一一型 | BAPC.159        |          | イギリス | ダックスフォード帝国戦争博物館           | 公開     | 静態展示 |                        |
| MXY-7 桜花一一型 |                 | 写真     | インド   | インド空軍博物館                         | 公開     | 静態展示 |                        |
| MXY-7 桜花二二型 | 6744            |          | アメリカ | 国立航空宇宙博物館                       | 公開     | 静態展示 |                        |
| MXY-7K-1 桜花K-1 | 1018            |          | アメリカ | 国立アメリカ空軍博物館                   | 公開     | 静態展示 |                        |
| MXY-7K-1 桜花K-1 | 5100            |          | アメリカ | 国立アメリカ海軍博物館                   | 公開     | 静態展示 |                        |
| MXY-7K-2 桜花K-2 | 43B             | 写真     | アメリカ | 国立航空宇宙博物館                       | 公開     | 修復中   |                        |
| 一一型レプリカ   | I-18            | 写真     | アメリカ | ウィングス・オブ・イーグルス開発センター | 公開     | 静態展示 |                        |
| 一一型レプリカ   |                 |          | アメリカ | 国立軍用機博物館                         | 公開     | 静態展示 |                        |
| 一一型レプリカ   |                 |          | アメリカ | ローンスター飛行博物館                   | 公開     | 静態展示 |                        |
| 一一型レプリカ   |                 | 写真     | 日本     | 宇佐市平和資料館                         | 公開     | 静態展示 |                        |
| 一一型レプリカ   |                 | 写真     | 日本     | 神栖中央公園                             | 公開     | 静態展示 |                        |
| 一一型レプリカ   |                 | 写真     | 日本     | 桜花公園                                 | 公開     | 静態展示 |                        |
| 一一型レプリカ   |                 |          | 日本     | 遊就館                                   | 公開     | 静態展示 |                        |

## 関連作品

### 映像作品
『花の特攻隊 あゝ戦友よ』（映画）
『プロジェクトX〜挑戦者たち〜』（2000年5月9日放送、第7回『新幹線』「執念が生んだ新幹線 老友90歳・飛行機が姿を変えた」）
最初の新幹線0系の設計者は、桜花の設計主務者の1人、三木忠直であり、桜花設計に関ったことが鉄道技術者に転身するきっかけになったことなどが放映された。

### 漫画
『劇画太平洋戦争・神風特別攻撃隊』
フィリピンでの特攻作戦を生き残った青年が桜花に乗り組み、米戦艦に体当たりするまでを描く。大西瀧治郎中将や関行男大尉など、特攻に関わった実在の人物も実名で登場する。
『戦場まんがシリーズ』
シリーズの一編に桜花を主題とした『音速雷撃隊』がある。『ザ・コクピット』のタイトルでOVA化された際には、三つのエピソードのうちのひとつとして『音速雷撃隊』が採用された。また、『虚空弾道1945』にも、航続距離の延長と20mm機関砲4門の装備を行った架空の桜花の改造機が登場する。
『戦空の魂』
作品を通して数回題材になった。ただし、物語中に史実と考証とが異なる部分がある。
『番長特攻す!』

### 小説
『永遠の0』
主題となるのは零戦とそれによる特攻だが、第八章では桜花が大きく扱われている。なお、映画版に桜花は登場しない。
『雲の墓標』
海軍予備学生の青年たちを描いた小説。「マルダイ」を見せられた攻撃機操縦者が、通常攻撃の必要性を強く主張して、桜花隊への転属打診を辞退する場面がある。
『紺碧の艦隊』
後世世界にて転生版の桜花が登場。特攻機ではなくジェットエンジン搭載の噴式迎撃戦闘機となっており、大量生産に向かない蒼萊に代わる戦時増産型の機体として開発された。コミック版・OVA版では、本来の桜花の機体両側にインテーク、機首に大口径機関砲を設けたような外見をしている。
『リーンの翼』
主人公、迫水真次郎は桜花のパイロットだった。その70年後を描いたアニメ版にも迫水は敵の王として登場し、迫水が特攻に用いた桜花の複製や、桜花から名をとったロボット（オーラバトラー）「オウカオー」なども登場する。
『ブレイジングエンジェル2 シークレットミッション・オブ・WWII』
ミッション12「ポイント防御」にて登場。サンフランシスコのゴールデン・ゲート・ブリッジ攻撃のために伊四〇〇型潜水艦から発進する。また終盤になるとプレイヤー機に向かって集団で自爆攻撃を仕掛けてくる。減速や回避機動などを行う他、作中の台詞から史実と異なりジェットエンジンを搭載している模様。